# Ahlen
Ahlen (Ausspracheⓘ; plattdeutsch Aolen) ist eine Stadt im westfälischen Münsterland im Norden von Nordrhein-Westfalen. Sie ist eine mittlere kreisangehörige Stadt und die größte und wirtschaftlich bedeutendste Stadt des Kreises Warendorf im Regierungsbezirk Münster.

## Geographie

### Nachbargemeinden
Ahlen grenzt an Sendenhorst, Ennigerloh, Beckum, Lippetal, Hamm und Drensteinfurt.

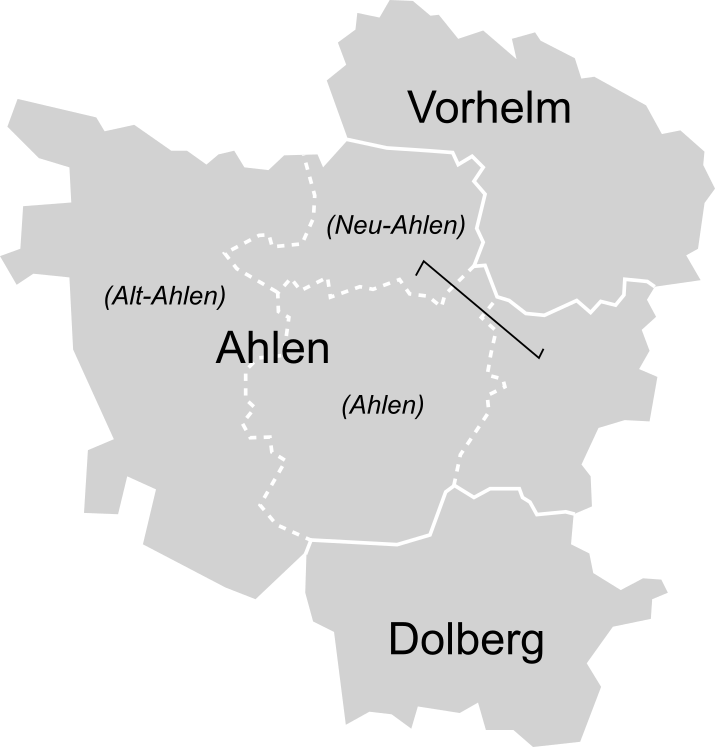
Ortsteile von Ahlen sowie die alten Grenzen der Stadt Ahlen zu Neu- und Alt-Ahlen

### Ortsteile
- Kernstadt Ahlen mit den Bauerschaften Borbein, Brockhausen, Ester und Oestrich (Gebiet der ehemaligen Gemeinde Altahlen) sowie den Bauerschaften Halene und Rosendahl (Gebiet der ehemaligen Gemeinde Neuahlen)
- Dolberg mit den Bauerschaften Gemmerich, Guissen, Henneberg, Ostdolberg
- Vorhelm mit Tönnishäuschen und den Bauerschaften Eickel, Bergeickel, Dorfbauerschaft, Isendorf

## Geschichte

### Mittelalter
Der Name der Stadt wird erstmals um 850 in der Vita Liudgeri II erwähnt. Seine Bedeutung und die auf den Namen Bezug nehmende Darstellung des Stadtwappens mit einem „geflügelten Aal“ sind nicht geklärt.
Als Ursprung der Stadtsiedlung wird ein Siedlungsansatz an einem Übergang über die Werse angenommen, der zum Schnittpunkt zweier wichtiger Straßen wurde und gleichzeitig Ausgangspunkt für eine dritte Straße war (Hamm–Ahlen–Warendorf, Beckum–Ahlen–Herbern, Ahlen–Münster). Die in den ersten Jahrhunderten langsam wachsende Siedlung bildete sich um einen bischöflichen Amtshof. Im Schutze dieser Kirchenburg ließen sich zunächst Handwerker und Händler nieder, um mit den Bauern und Bewohnern des Amtshofes Handel zu treiben. In der zweiten Hälfte des 12. Jahrhunderts begann der Fernhandel in der Stadt, so tauchten die Namen Ahlener Kaufleute beispielsweise im 13. Jahrhundert in den Rechnungen Lübecker Kaufleute auf. Ahlen war Mitglied der Hanse. 1254 trat Ahlen dem Rheinischen Städtebund bei.
In diese Zeit fällt auch die Errichtung einer Stadtmauer (1271) mit fünf Tortürmen. Die Beseitigung der Stadtbefestigungen begann 1765 und seit 1929 sind die letzten Reste davon verschwunden.

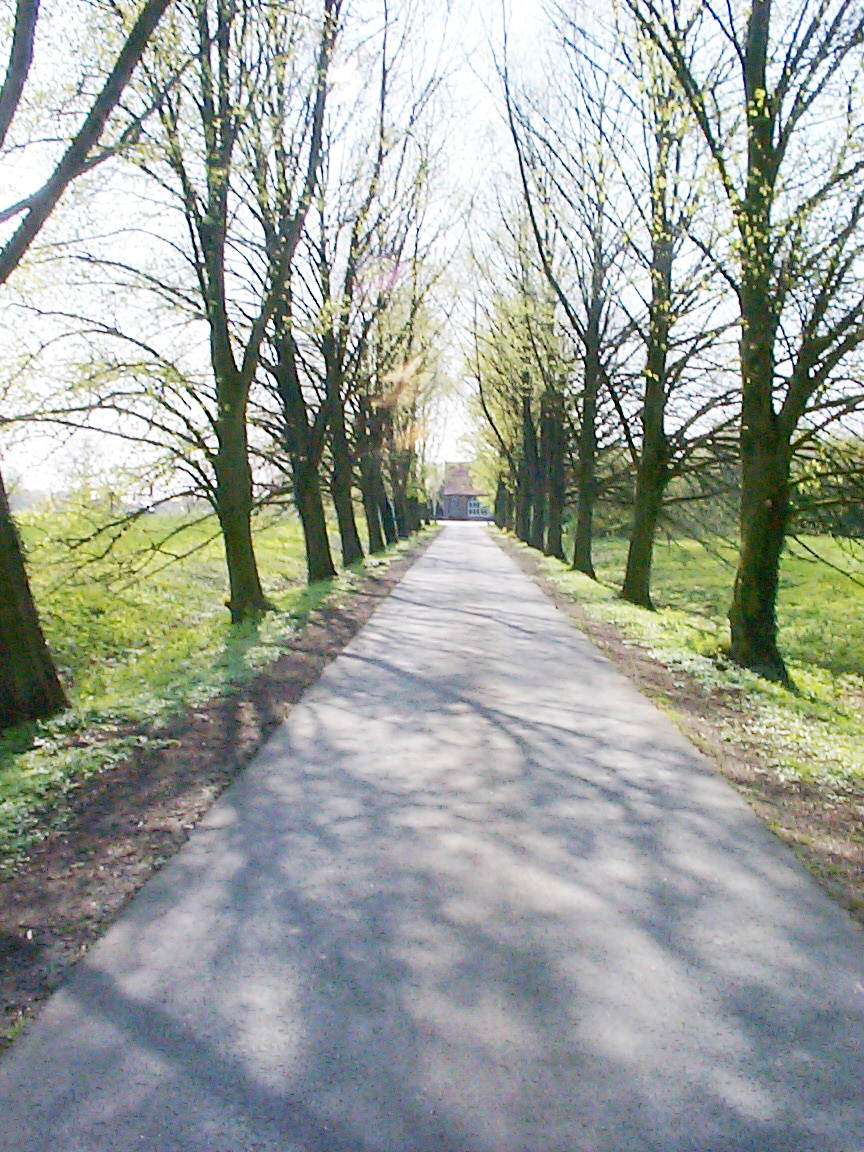
Allee bei Haus Vorhelm (Foto: 2005)

Kirche St. Bartholomäus in Ahlen (Foto: 2012)

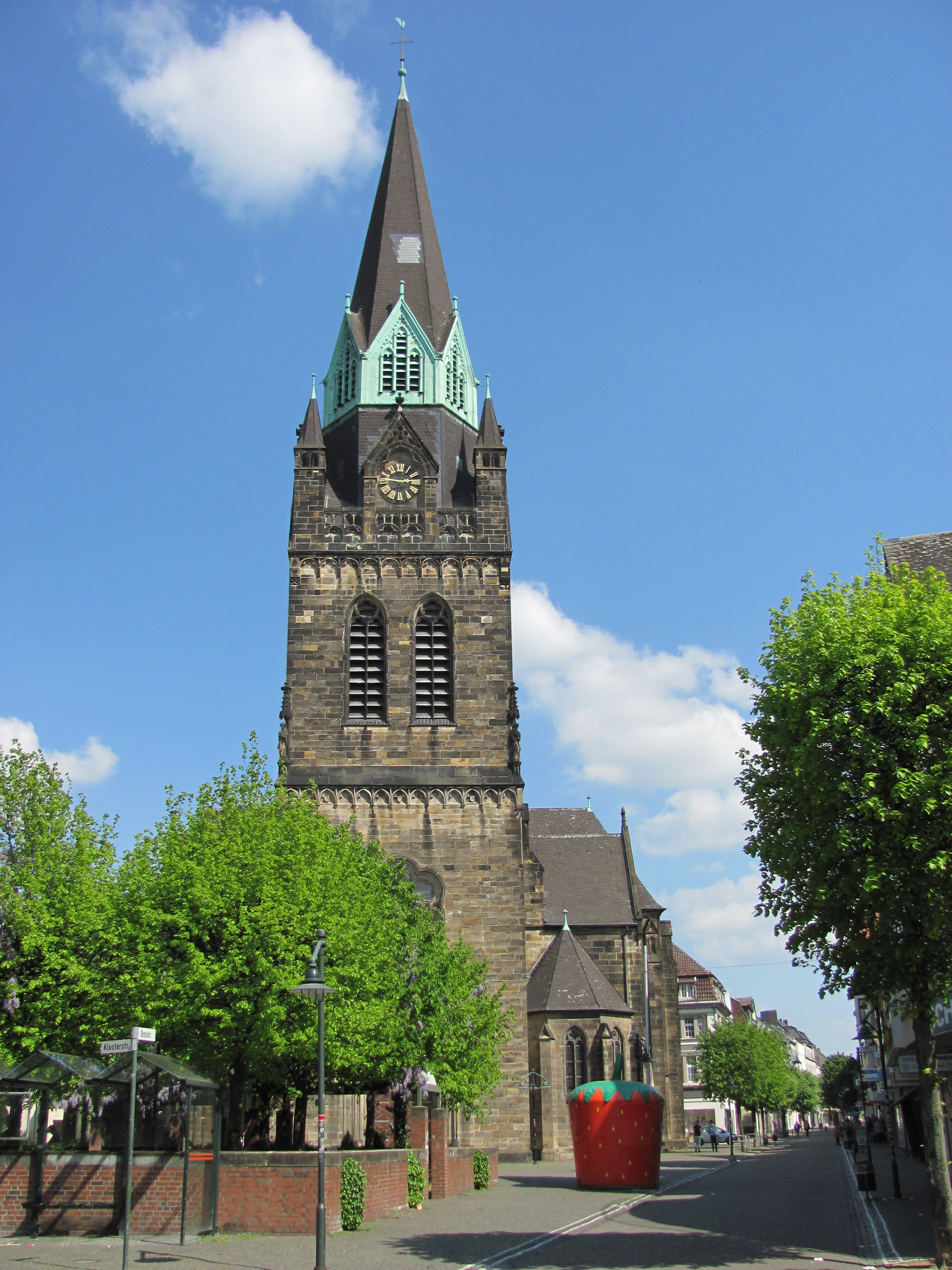
Marienkirche in Ahlen (Foto: 2014)

Kapelle St. Antonius in Tönnishäuschen (Foto: 2019)

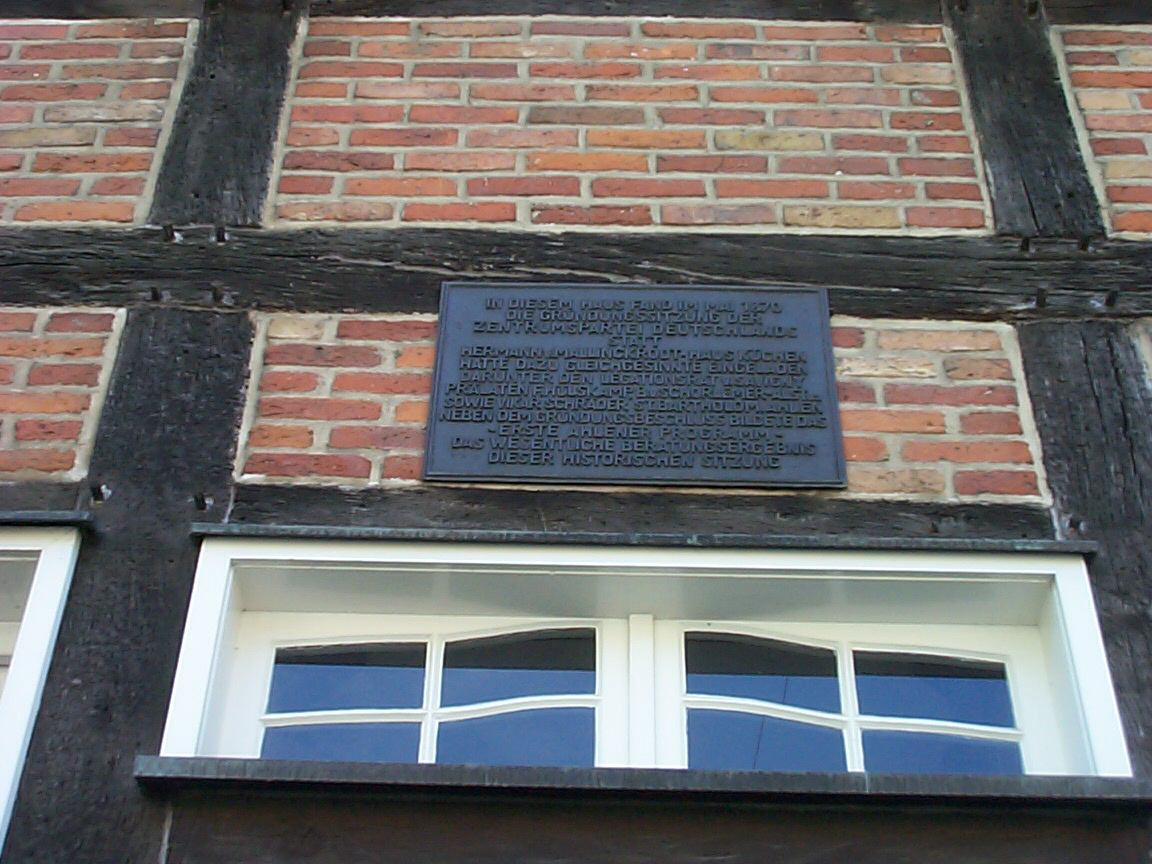
Plakette zur Erinnerung an die Gründung der Zentrumspartei (Foto: 2005)

Die Stadt scheint sich im 13. Jahrhundert rasch entwickelt zu haben. Um 1285 war die Bevölkerung so weit angewachsen, dass man neben der „Alten Pfarre“ (St. Bartholomäus) eine „Neue Pfarre“ (St. Marien) gründete. Hierdurch entstanden ein Alt- und ein Neukirchspiel. Diese Entwicklung lässt den Schluss zu, dass Ahlen zu dieser Zeit zu den 18 größten Städten in Westfalen zählte. Das Wachstum der Stadt beruhte bei hoher Sterblichkeit, niedrigerer Geburtenquote als auf dem Lande und einem zeitweilig hohen Frauenüberschuss vor allem auf der ländlichen Zuwanderung. In der Neustadt bildete sich durch diese Zuwanderung eine Ackerbürgerschicht.
Das Aufblühen der Stadt wurde im 14. Jahrhundert durch die in ganz Europa wütende Pest gestoppt. Im Bürgerbuch des Jahres 1389 waren nur noch 63 Familien verzeichnet. Erst 1454 enthielt eine Bürgerliste wieder 212 Familien, woraus sich eine Einwohnerzahl von etwa 1300 errechnet. Zu diesem Zeitpunkt existierten in der Stadt vier Stadtviertel, die nach den jeweils benachbarten Stadttoren benannt waren und etwa gleiche Größen hatten. Die einzelnen Stadtviertel waren für die Verteidigung der Tore und Teile der Stadtmauern verantwortlich und bildeten darüber hinaus Hudegenossenschaften für die Hudenutzung der gemeinen Mark. Um 1454 lebten in Ahlen sieben Adelsfamilien sowie deren Bedienstete auf bischöflichen Burgmannshöfen.
1467 wurde auf Anregung der Fraterherren hin an der seither so genannten Klosterstraße das Kloster Maria Rosa gegründet, dessen Schwestern nach der Augustinusregel lebten.

### Frühe Neuzeit
Zu Beginn der Neuzeit entbrannte ein Jahrzehnte andauernder Erbstreit um die in und um Ahlen gelegenen, sagenumwobenen Mechelnschen Güter. Die Familie von Mecheln wird erstmals 1246 mit Konrad von Mecheln erwähnt. Gegen Ende des 15. Jahrhunderts starb mit einem anderen Konrad von Mecheln der letzte derer von Mecheln aus dieser Linie; er hinterließ die Güter seiner Mutter, Gysela von der Sünger, verwitwete von Mecheln, geb. von Gimpte. Diese verkaufte die Güter, deren Besitzungen und Gerechtigkeiten von Ahlen über Vorhelm bis nach Hoetmar und Oelde reichten, 1491 an Lambert von Oer zu Kakesbeck. Es kam zu einem Erbstreit zwischen den Familien von Oer und von Ascheberg, der erst nach einer blutigen Fehde am 1. Mai 1528 durch einen Vergleich zwischen Berndt von Oer und Gottfried von Harmen zu Horne beendet wurde. Lambert von Oer übertrug die Mechelnschen Güter 1519 seinem Sohn Hermann von Oer zu Bruch. Von diesem Geschlecht zeugt noch heute der Oershof, in dem sich das Heimatmuseum der Stadt befindet.
Im selben Zeitraum wurde die Stadt durch drei Pestepidemien (1505, 1551 und 1592) dezimiert. Auch die Lepra raffte viele Menschen dahin. Im Jahr 1571 sahen sich Bürgermeister und Rat veranlasst, ein besonderes Leprosen-Hospital zu bauen. Verheerende Stadtbrände (1483, 1668 und 1744) verhinderten ein weiteres Aufblühen der Stadt. Schwer getroffen wurde Ahlen auch im Truchsessischen Krieg, als das Münsterland 1587 zum Kriegsschauplatz wurde.
Von 1574 bis 1652 sind für die Stadt Ahlen Dokumente zu rund 20 Hexenprozessen erhalten geblieben. Die Hexenverfolgungen begannen 1574 mit dem Tod von vier Frauen. 1615 wurde Peter Kleikamp als Werwolf angeklagt, gefoltert und lebendig auf dem Scheiterhaufen verbrannt. 1616 wurde Christian zum Loe, wegen Hexerei angeklagt, im Gefängnis wahnsinnig und starb. Der letzte bekannte Prozess fand 1652 gegen Anna Sadelers statt. Sie wurde gefoltert, enthauptet und auf dem Scheiterhaufen verbrannt.

### Übergang an Preußen 1815
Bei der ersten Erfassung des Bevölkerungsstandes durch die preußische Verwaltung im Jahr 1803 wurden 1.854 Personen registriert. Zu diesem Zeitpunkt waren die Stadtbefestigungen aufgrund der veränderten Kriegsmethoden bereits wirkungslos und teilweise beseitigt. 1803 fiel die Stadt mit dem Hochstift Münster erstmals an Preußen. Mit dem endgültigen Übergang an Preußen 1815 setzte für sie eine neue Entwicklung ein, die zu einem raschen Bevölkerungswachstum führte. Aus der Ackerbürgerstadt, in der 1871 nur 3.535 Menschen wohnten, war bis 1964 eine mittelgroße Industriestadt mit 44.203 Einwohnern geworden. Hierzu trugen mehrere technisch-wirtschaftliche Entwicklungen bei, die für die Stadt von besonderer Bedeutung waren: In den Jahren 1846/1847 wurde die Cöln-Mindener Eisenbahn durch Ahlen gebaut. Hierdurch erhielt die Stadt gegenüber anderen Städten ihrer Umgebung einen erheblichen Standort- und Mobilitätsvorteil. Auch der Bau der Eisenbahn selbst trug durch die vielen zugewanderten Eisenbahnarbeiter, vor allem aus dem südlichen Westfalen und der Eifel, vorübergehend zu einer Belebung der Stadt bei; belegt sind infolgedessen aber auch soziale Konflikte. Nach der Fertigstellung der Eisenbahnstrecke blieben nur wenige zugewanderte Arbeiter in der Stadt, unter ihnen auffallend viele aus dem Ravensberger Land. Der Synagogenbezirk Ahlen entstand 1847.

### Erste Industrialisierung
Die erste Industrialisierungsphase setzte mit dem Strontianitbergbau um 1880 und der Begründung der metallverarbeitenden Industrie (Blechschmiede und Verzinnerei der Gebrüder Kerkmann, 1863) ein. Vor allem der Strontianitbergbau, der jedoch lediglich etwa zehn Jahre blühte, bescherte den Ahlenern eine äußerst bewegte Zeit, die „Strunz“-Zeit. Die zahlreichen Arbeiter (ca. 650), die der Bergbau nach Ahlen gelockt hatte, kehrten überwiegend in ihre Heimat – auch hier wieder viele in die Eifel – zurück oder fanden in der aufblühenden metallverarbeitenden Industrie Arbeit. Durch die Anwerbung tüchtiger Fachkräfte aus dem Rheinland, aus Sachsen, dem Vogtland, Thüringen, dem Harz, Böhmen, Schlesien, der Oberpfalz, Franken und Oberbayern gelang es der metallverarbeitenden Industrie, sich auf die Herstellung emaillierter Geschirre zu spezialisieren und so eine Stanz- und Emailleindustrie aufzubauen, die schließlich den Ruf der Stadt bestimmte. Im Jahr 1892 waren es bereits fünf Werke und 1968 bereits 20 Werke. Die Arbeit in diesen „Pöttkesfabriken“ wurde überwiegend von Arbeitern aus der zugewanderten Landbevölkerung verrichtet. Neben der Emailleindustrie etablierten sich aber auch Maschinen- und Werkzeugfabriken, Schuhfabriken und holzverarbeitende Betriebe. Aufgrund der aus verschiedenen Wanderungswellen entstandenen Beziehungen zur Eifel entwickelte sich ein reger Handel mit Emaillegeschirren aus den Ahlener Werken, der von ehemaligen Wanderarbeitern aus der Eifel getragen wurde.
1904 erhielt die „Neue Pfarre“ einen neuen Kirchenbau im neugotischen Stil. Die Marienkirche ist noch heute die größte Kirche in Ahlen und mit ihrem fast 75 m hohen Westturm ein Wahrzeichen der Stadt. Historisch bedeutend sind das romanische Südportal sowie der Taufbrunnen und das Pestkreuz aus dem Kloster Maria Rose.

### Zweite Industrialisierung
Die zweite Industrialisierungsphase begann mit der Erschließung der Kohlevorkommen am östlichen Rand des Ruhrgebiets durch die „Bergwerksgesellschaft Westfalen“ und war für die Entwicklung der Stadt von prägender Bedeutung. Der Grunderwerb für die erforderlichen Flächen wurde im Jahr 1907 getätigt.

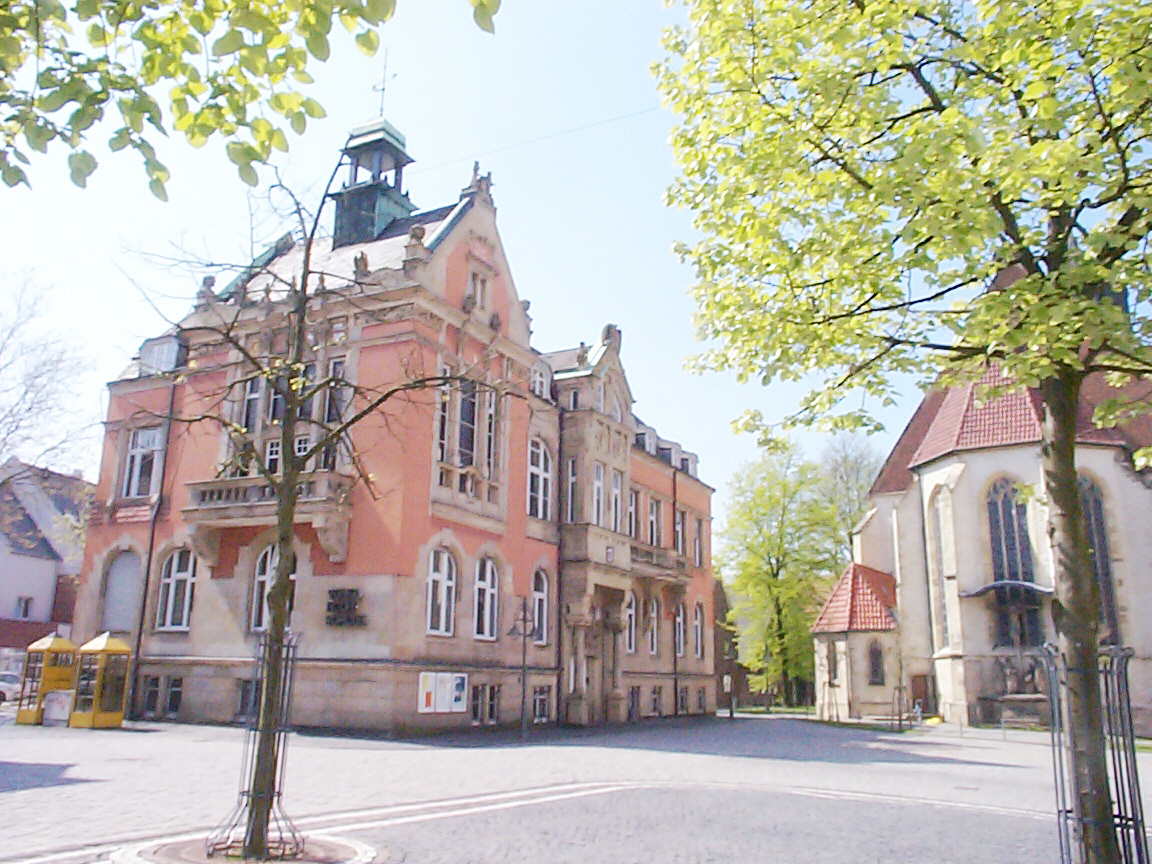
Altes Rathaus, heute Volkshochschule (Foto: 2005)

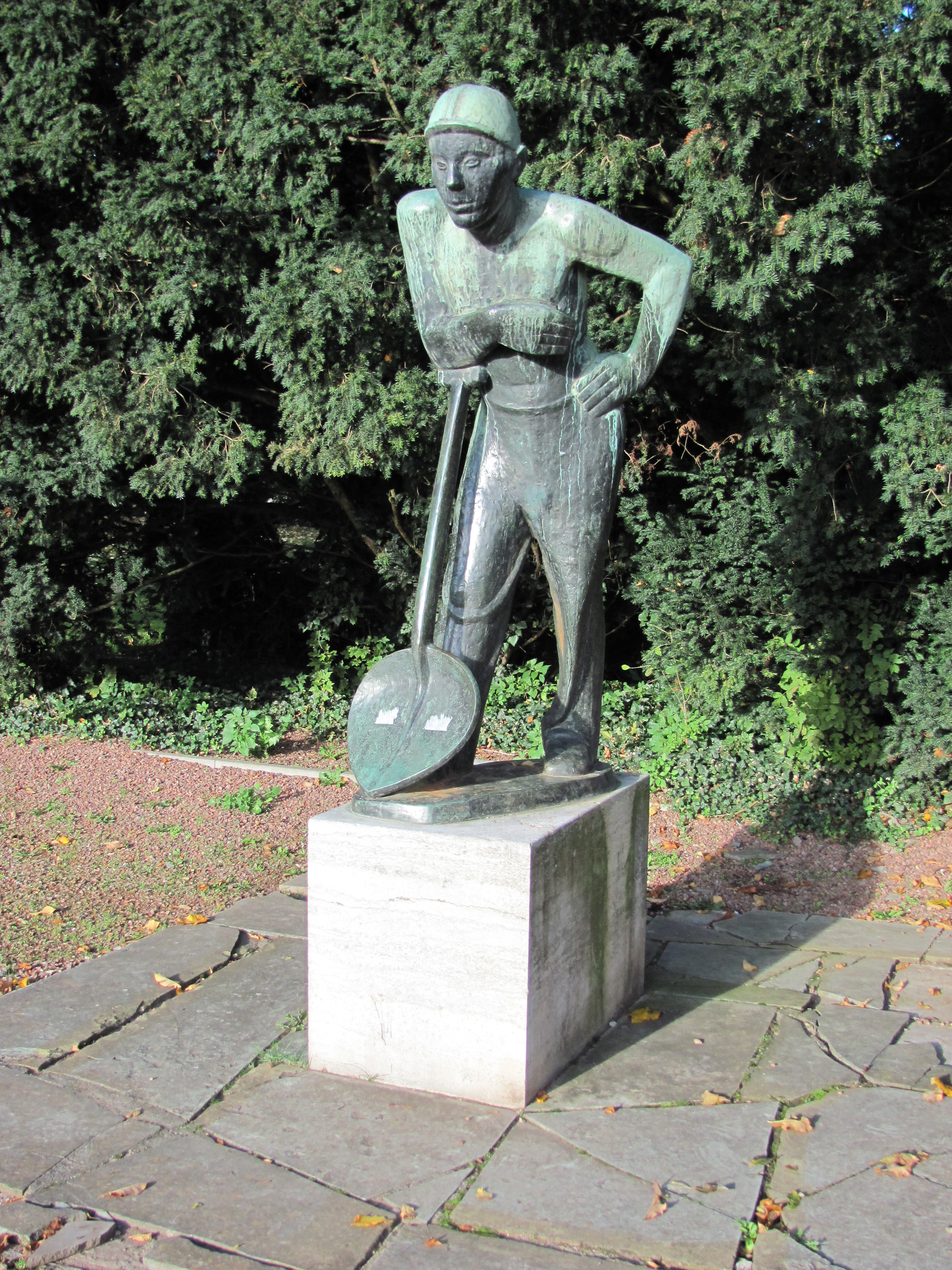
Statue eines Bergmanns (Foto: 2012)

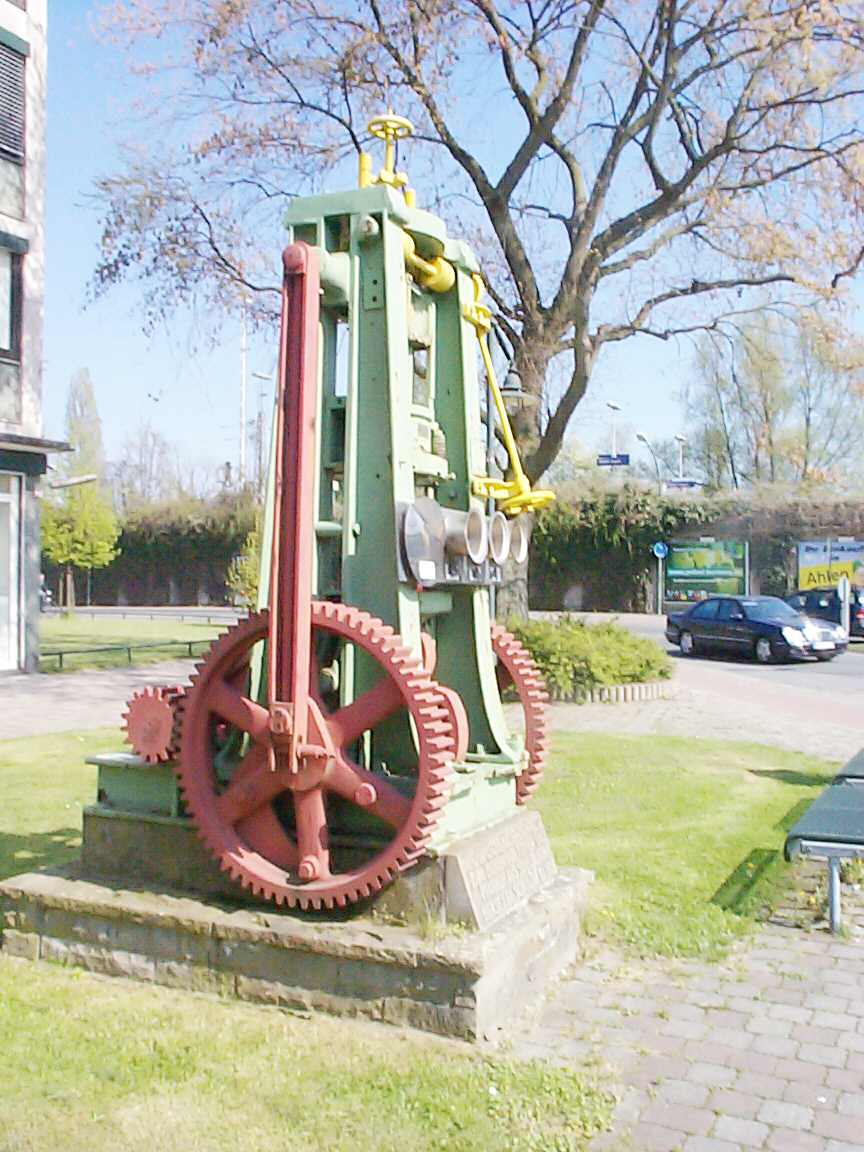
„Pöttkespresse“ in der Nähe des Bahnhofs, Formpresse zur Herstellung von Töpfen (Foto: 2005)

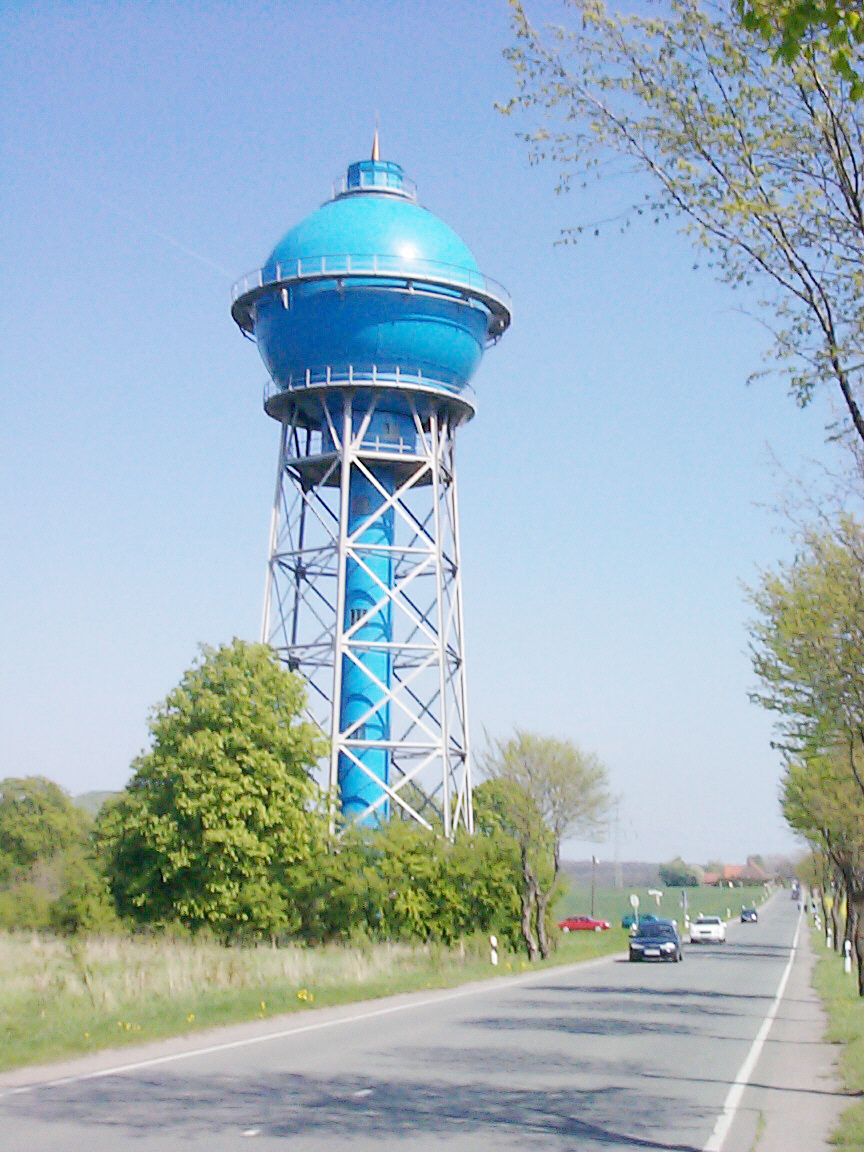
Wasserturm (Foto: 2005)

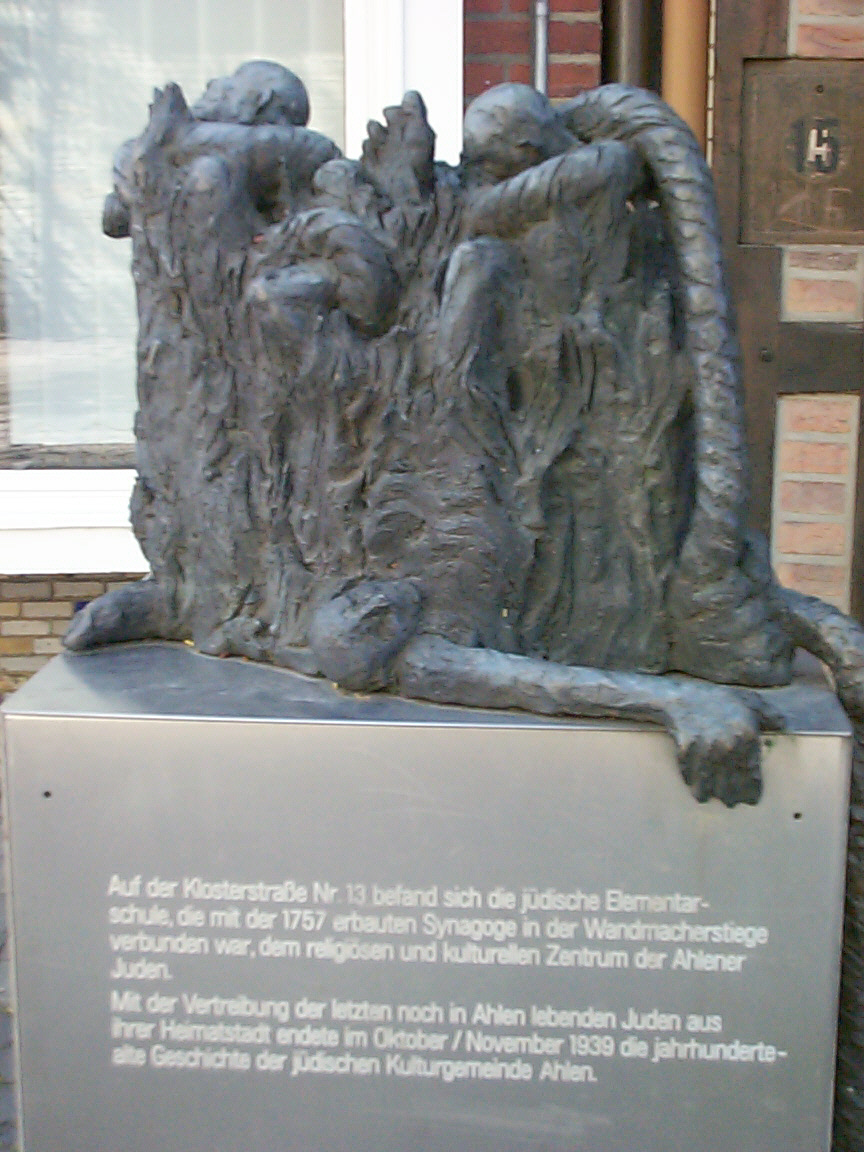
Ahlener Gedenkstele zur Erinnerung an die Opfer des Holocaust im Dritten Reich (Foto: 2005)

Nachdem 1909 die Zechenbahn fertiggestellt war, begannen die eigentlichen Abteufarbeiten für eine Doppelschachtanlage, die 1913 beendet wurden. Gleichzeitig wurden Werkssiedlungen wie die denkmalgeschützte Zechensiedlung Neustadt, (auch „Kolonie“ oder „Zechensiedlung“ genannt) für die zugewanderten Arbeiter gebaut. Allein in den Jahren 1912 und 1913 verzeichnete die Stadt einen Wanderungsgewinn von knapp 5000 Personen. Die Belegschaft der Zeche Westfalen bestand aus ca. 1200 Beschäftigten. Ihre Herkunft war sehr breit gestreut; zu 36 % stammten sie aus Westdeutschland mit dem Schwerpunkt Westfalen, zu 31 % aus Ostdeutschland und zu 19 % aus dem Ausland. Nur ein geringer Teil stammte aus Nord-, Mittel- und Süddeutschland; zu den Hauptherkunftsgebieten gehörte die Provinz Posen.
Unter den Ausländern fanden sich vor allem Polen, Tschechen, Slowenen, Kroaten, Ungarn, Italiener und Niederländer. Während des Ersten Weltkriegs wurden darüber hinaus auch 410 Kriegsgefangene im Bergbau eingesetzt. In den folgenden Jahrzehnten wurde die Zeche zu einem wirtschaftlichen Magneten für die Stadt; verschiedene Erweiterungen ihres Betriebes hatten weitere Zuwanderungen zur Folge. In den Jahren 1936 und 1937 wurde ein dritter Schacht in Dolberg errichtet. Der Wanderungsgewinn führte bis 1939 zur Ansiedlung von insgesamt 8298 Personen aus allen Teilen Deutschlands und 21 anderen Ländern. Unter ihnen entwickelte insbesondere die starke Gruppe der Polen ein kulturelles Eigenleben.
Die raschen und tiefgreifenden Veränderungen der Bevölkerungsstruktur beeinflussten das politische Leben der Stadt. In dem bis zum Beginn der „Steinkohlenära“ als „schwarz“ bezeichneten Ahlen, wo 1870 eine wichtige Gründungsversammlung der Deutschen Zentrumspartei stattgefunden hatte, erhielten bei der Kommunalwahl 1919 die Sozialdemokraten ein Drittel aller Wählerstimmen. Als Folge der Zersplitterung der bürgerlichen Parteien und nach der Entstehung der kommunistischen Partei verlor die Zentrumspartei – aber auch die Sozialdemokraten – rasch an Einfluss. 1921 übernahm der als Bergarbeiter auf der Ahlener Zeche tätige und in der politischen Arbeit erprobte Max Reimann die Leitung der örtlichen KPD. Aufgrund der schlechten sozialen Lage der Bergleute kam es in dieser Zeit häufig zu Streiks und Demonstrationen. Dies blieb auch für die politischen Kräfteverhältnisse in der Stadt nicht ohne Folgen. 1929 rückten die Kommunisten in der Stadtverordnetenversammlung mit 24,4 % der Stimmen auf den ersten Platz vor.

### Nationalsozialismus und Zweiter Weltkrieg
Für die Zeit des Nationalsozialismus soll die Inschrift auf der Gedenkstele am Platz der ehemaligen jüdischen Schule ein markantes Zeugnis ablegen. Diese lautet:

„Der nationalsozialistische Rassenwahn führte zu jener Nacht vom 9. zum 10. November 1938, die von den Nationalsozialisten „Reichskristallnacht“ genannt wurde.“

 In dieser Nacht wurde die Synagoge in Ahlen von Nationalsozialisten geschändet und in Brand gesteckt. Menschen wurden geschlagen, ihre Wohnungen zerstört, ihre Geschäfte zertrümmert. Der Jude Siegmund Spiegel (62 J.) wurde in dieser Nacht auf der Wilhelmstraße ermordet; er wurde von den Nazi-Schergen zu Tode gehetzt. Eine Gedenktafel in Höhe des Heimatmuseums an der Wilhelmstraße 14 erinnert an dieses Verbrechen. Der Platz vor dem Heimatmuseum wurde nach Siegmund Spiegel benannt.
Nach der Pogromnacht im November 1938 meldeten viele Bürgermeister in Deutschland ihre Stadt als „judenfrei“; aber erst ein Jahr später, am 14. November 1939, teilte in der „Sitzung der Ratsherren der Stadt Ahlen“ der Verhandlungsführer – den Vorsitz hatte Erster Beigeordneter Heinert – unter „Punkt 3: Judenfrage“ mit, „dass die Juden nunmehr Ahlen verlassen hätten, bis auf die beiden Jüdinnen Frau U… und Frau N…“.
In seiner Veröffentlichung „Der Weg nach Auschwitz begann auch in Ahlen“ – Vergessene Spuren der jüdischen Gemeinde einer westfälischen Stadt stellt der Autor H.-W. Gummersbach fest: „Noch im September 1944 wird die letzte Jüdin in Ahlen verhaftet“ und ergänzt: „Dieser Brief erzählt den Leidensweg einer Ahlener Jüdin, die mit einem Ahlener Arzt verheiratet war. Sie hatte Ahlen nicht nach der Anweisung der Stadtführung im November 1939 verlassen, sondern war bei ihrer Familie geblieben. Grete U. wurde schließlich im September 1944 verhaftet und konnte sich nur durch eine abenteuerliche Flucht vor der Deportation retten.“ Einige Menschen entkamen den Verfolgungen, wenige überlebten den Holocaust, die meisten wurden Opfer des Völkermordes.
Im Kriegsjahr 1943 wurde Ahlen in eine Lazarettstadt verwandelt; bei Kriegsende war es mit 4.000 Verwundeten in 1.188 Betten und 280 Notbetten belegt. Das größte Lazarett befand sich im Gebäude des Klosters St. Michael, heute das bischöfliche Gymnasium der Stadt, das bereits ab 1942 zum Lazarett umfunktioniert worden war. Mit Zunahme des Luftkrieges suchten viele Ausgebombte Schutz in unzerstörten Kleinstädten und Landgemeinden. Ahlen wurde im Rahmen dieser Hilfe Patenstadt für Gelsenkirchen und Aachen. Am 9. September 1944 zogen insgesamt 1.461 Evakuierte in Großtransporten in die Stadt ein. Doch Ahlen hatte selbst Verluste durch den Krieg zu beklagen: Durch 45 Luftangriffe seit Juni 1940 kamen in der Stadt nahezu 300 Menschen um. Der schlimmste Luftangriff ereignete sich am 23. März 1944, als rund 1.000 Bomben auf das Gelände der Zeche und die angrenzende Wohnsiedlung der Zechenarbeiter abgeworfen wurden. Bei dem Angriff kamen 193 Menschen ums Leben, 250 weitere wurden verletzt und etwa 600 verloren ihre Wohnung. Ungefähr 5 % der Stadtfläche waren bei Kriegsende zerstört, wobei das Gebiet der Bergarbeiterkolonie am häufigsten Ziel der Angriffe wurde. 1.200 Ahlener fielen im Zweiten Weltkrieg an den verschiedenen Kriegsfronten, 295 starben bei Luftangriffen.
Der Oberfeldarzt Paul Rosenbaum übergab das als erste Stadt Deutschlands zur offenen Stadt erklärte Ahlen am 31. März 1945 kampflos an amerikanische Truppen der 2. US-Panzerdivision unter Brigadegeneral Sidney Hinds (1900–1991). Zuvor waren Angehörige des Volkssturms, die um Ahlen herum bereits Verteidigungsgräben ausgehoben hatten, aus der Stadt gewiesen und Panzersperren geschleift worden. Zum Dank für diesen mutigen Einsatz, durch den weitere Zerstörungen verhindert wurden, wurde ein zentraler Platz nach Paul Rosenbaum benannt.
Durch den Zweiten Weltkrieg sank die Stammbelegschaft der Zeche um 27 %, während die Gesamtbelegschaft jedoch um 36 % stieg. Grund hierfür war der Austausch deutscher Bergleute, die zum Militärdienst eingezogen wurden, gegen Kriegsgefangene und Zivilverschleppte (siehe Verschleppung), die in Ausländerlagern am Stadtrand untergebracht waren. Bei Kriegsende lebten in Ahlen 5971 Fremdarbeiter in 26 Lagern. Bis zur Rückführung der Zwangsarbeiter und Gefangenen im Herbst 1945 kam es zu zahlreichen Racheakten an der Zivilbevölkerung. Andererseits veranlassten ehemalige Zwangsarbeiter aber auch, dass ein Topffabrikant der Stadt nicht länger von den Besatzern zur Zwangsarbeit herangezogen wurde, weil dieser die in seiner Fabrik tätigen Zwangsarbeiter stets mit (streng verbotenen) Lebensmittelsonderrationen versorgt hatte.

### Nach dem Zweiten Weltkrieg
Im Winter 1946/47 tagte der Zonenausschuss der CDU für die britische Zone im Ahlener Kloster St. Michael (heute Bischöfliches Gymnasium) zur Beratung der programmatischen Ausrichtung der Partei. Damit in Verbindung standen wichtige personelle Weichenstellungen für die Bildung einer neuen politischen Elite in Deutschland (Konrad Adenauer – Jakob Kaiser). Es war wohl mehr Zufall als bewusste Anknüpfung an politische Traditionen in der Stadt (Zentrumspartei), dass es gerade die Stadt Ahlen war, mit deren Namen dieses Programm verknüpft ist. Dennoch ist das Tagungsgebäude selbst sicher nicht ohne Anspielung auf den Inhalt des Programms zu deuten.

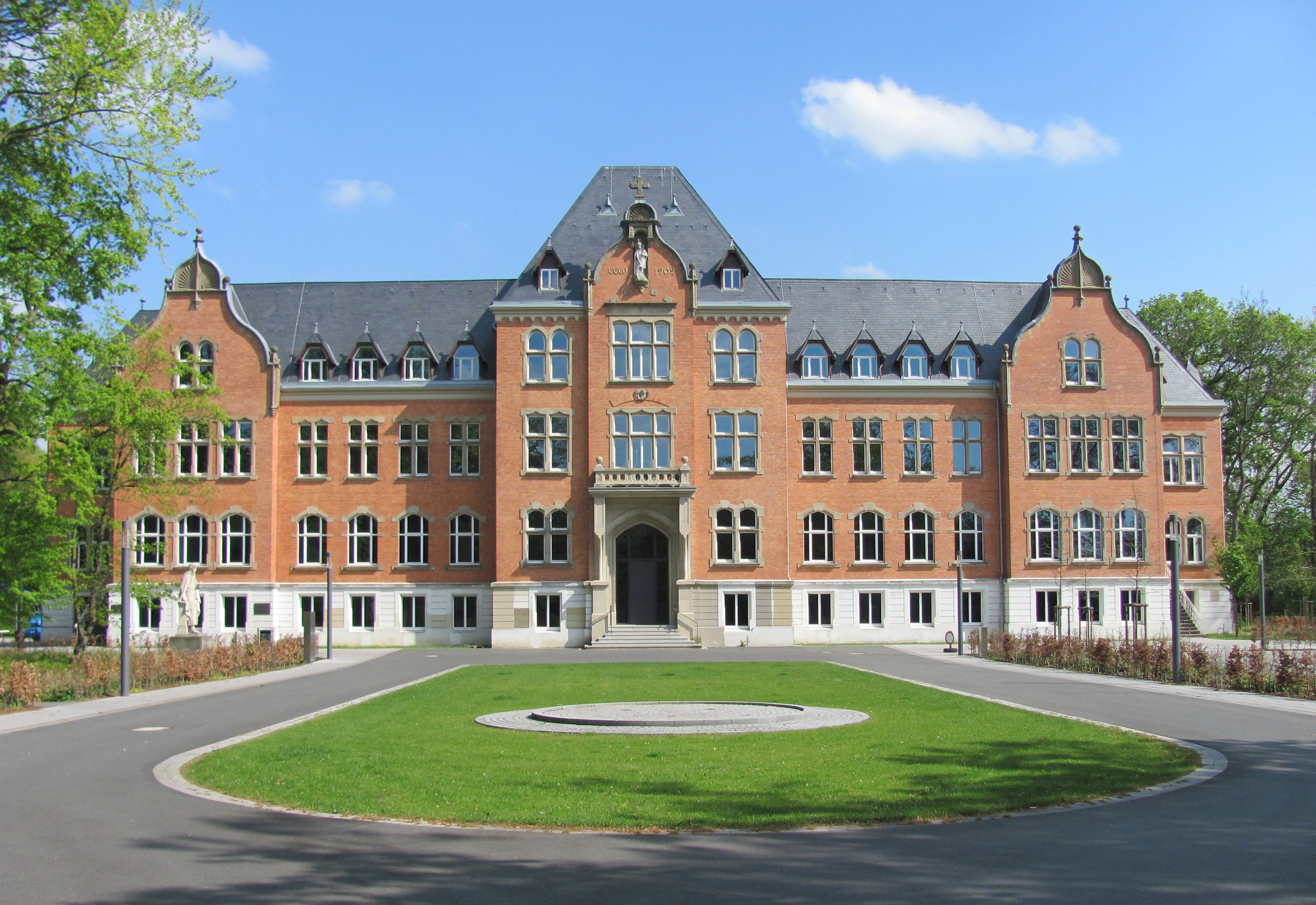
Bischöfliches Gymnasium St. Michael (Foto: 2014)

In seiner Tagung vom 1. bis 3. Februar 1947 in Ahlen erließ der Zonenausschuss folgende programmatische Erklärung (Einleitung):

„Das kapitalistische Wirtschaftssystem ist den staatlichen und sozialen Lebensinteressen des deutschen Volkes nicht gerecht geworden. Nach dem furchtbaren politischen, wirtschaftlichen und sozialen Zusammenbruch als Folge einer verbrecherischen Machtpolitik kann nur eine Neuordnung von Grund aus erfolgen. Inhalt und Ziel dieser sozialen und wirtschaftlichen Neuordnung kann nicht mehr das kapitalistische Gewinn- und Machtstreben, sondern nur das Wohlergehen unseres Volkes sein. Durch eine gemeinwirtschaftliche Ordnung soll das deutsche Volk eine Wirtschafts- und Sozialverfassung erhalten, die dem Recht und der Würde des Menschen entspricht, dem geistigen und materiellen Aufbau unseres Volkes dient und den inneren und äußeren Frieden sichert.“

Am 3. Februar 1997 wurde die Bedeutung des Ahlener Programms für die heutige CDU mit dem Abstand von 50 Jahren in einer Feier am Entstehungsort durch den damaligen CDU-Generalsekretär Peter Hintze wie folgt gewürdigt (Auszug):

„Es fällt schwer, sich die ersten Februartage des Jahres 1947 zu vergegenwärtigen, als die Männer des CDU-Zonenausschusses der britischen Zone nach Ahlen reisten. Es war ein Katastrophenwinter, der Rhein war auf 40 Kilometer mit einer Eisdecke überzogen. die Lebensmittelversorgung war in eine extrem kritische Situation geraten. Die Menschen froren und hungerten. Im Ruhrgebiet sanken die täglichen Lebensmittelrationen auf 700 bis 800 Kalorien [sic.]. St. Michael in Ahlen war nicht zuletzt deswegen als Tagungsort ausgewählt worden, weil hier die Tagungsräume – wenn auch unter Mühen – beheizt werden konnten und eine Verpflegung der Tagungsteilnehmer möglich war. Die Schwestern von St. Michael wendeten all ihre Organisationskunst auf, um der Tagung eine Grundlage zu geben. In der materiellen und moralischen Trümmerlandschaft, die die Nazidiktatur hinterlassen hatte, machten sich Frauen und Männer ans Werk, eine neue freiheitliche Ordnung zu begründen, die sie aus dem christlichen Verständnis vom Menschen heraus entwickelten. Im ersten Programm der CDU in der britischen Zone, dem Programm von Neheim-Hüsten vom 1. März 1946 ist dieser Gedanke in aller Klarheit formuliert: Die christliche Weltauffassung allein gewährleistet Recht, Ordnung und Menschenwürde und Freiheit der Person und damit eine wahre Demokratie, die sich nicht auf die Form des Staates beschränken darf, sondern das Leben des Einzelnen wie das des Volkes und der Völker tragen und durchdringen soll. Die Ideengeschichtliche Bedeutung des Ahlener Programms liegt in der Formulierung einer Wirtschaftsordnung, die jenseits von Kapitalismus und Sozialismus einen dritten Weg suchte. Die moralische Bedeutung des Ahlener Programms liegt in der bis auf den heutigen Tag gültigen Feststellung, dass die Würde des Menschen sich auch im Wirtschaftsleben widerspiegeln muss. Der Leitsatz des Ahlener Programms ist daher von ungebrochener Aktualität: Die Wirtschaft hat der Entfaltung der schaffenden Kräfte des Menschen und der Gemeinschaft zu dienen.“

Das Leben in der Stadt war jedoch von anderen Ereignissen bestimmt: Vom 5. November 1945 bis 15. August 1946 war Ahlen Auffang- und Durchgangslager für den damaligen Kreis Beckum. In dieser Zeit erreichten 70 Flüchtlingstransporte die Stadt. Bis 1950 nahm die Stadt in mehreren großen Schüben ca. 4000 Heimatvertriebene auf, besonders Schlesier und Ostpreußen. Die Zuwanderung der Flüchtlinge wurde neben der Zeche der wichtigste Faktor für den inneren und äußeren Strukturwandel. Die vorhandenen Industriebetriebe konnten ihre Belegschaften stark vermehren und es entstanden aus der Initiative der Flüchtlinge neue Betriebe, die vorhandene Nischen im Wirtschaftsbesatz nutzten. Mit der Verbesserung der Wirtschaftslage Ende der 1950er Jahre kam es auch zu umfangreichen Bautätigkeiten. Im Süden der Stadt entstand ein ausgedehntes „Ostdeutsches Viertel“, in dem die Straßennamen auf die Herkunft der Bewohner deuten. Die Bautätigkeit wurde durch die Abteufarbeiten an Schacht V der Zeche Westfalen (1953–1956), den Bau der Westfalen-Kaserne (1958–1961) und die Errichtung kommunaler und kirchlicher Gebäude (städtisches Gymnasium, Hallenbad, Christuskirche, Pauluskirche) mitgeprägt. Das deutsche Wirtschaftswunder führte auch in Ahlen zu einem Überangebot von Arbeitsplätzen. Durch die Vermittlung staatlicher Institutionen und durch eigene Initiativen der Wirtschaft kamen zwischen 1960 und 1965 insgesamt ca. 1.000 „Gastarbeiter“ nach Ahlen. Die Einwohnerzahl war so von 1945 (29.322) bis 1964 auf 44.203 gestiegen. Durch die Eingemeindung des Amtes Ahlen wurde 1969 die Einwohnerzahl von 50.000 überschritten.

### 21. Jahrhundert
Der Ahlener Fußballverein LR Ahlen, der 1996 aus der Fusion zweier kleiner Vereine entstand, spielte von 2000 bis 2006 in der 2. Bundesliga. Nach dem Abstieg wurde im Rahmen einer außerordentlichen Mitgliederversammlung am 31. Mai 2006 der Verein – wegen des Rückzugs des Hauptsponsors – in Rot Weiss Ahlen umbenannt. 1999 schafften die Handballer der Ahlener SG den Aufstieg in die 2. Bundesliga, in der Saison 2005/06 belegten die Handballer den 2. Tabellenplatz, in der Relegation zur 1. Bundesliga scheiterten sie.
Ahlen ist durch die Zeche Westfalen bekannt, die 2000 stillgelegt wurde.
2024 feiert die Stadt das 800-jährige Stadtjubiläum.

### Eingemeindungen
Die Gemeinden des Amtes Ahlen (Altahlen, Dolberg und Neuahlen) wurden am 1. Juli 1969 eingemeindet. Am 1. Januar 1975 kam Vorhelm (mit Tönnishäuschen) hinzu.

### Bevölkerungsentwicklung
Ahlen ist die bevölkerungsreichste Stadt im Kreis Warendorf.
| Jahr | Einwohner |
| ---- | --------- |
| 1214 | 01.200    |
| 1400 | 01.300    |
| 1803 | 02.000    |
| 1840 | 02.400    |
| 1850 | 03.000    |
| 1871 | 03.500    |
| 1885 | 04.700    |
| 1900 | 06.500    |
| 1905 | 08.100    |
| 1910 | 10.700    |
| 1913 | 15.200    |

| Jahr | Einwohner |
| ---- | --------- |
| 1914 | 17.835    |
| 1933 | 25.000    |
| 1938 | 26.000    |
| 1944 | 29.200    |
| 1961 | 40.485    |
| 1964 | 44.200    |
| 1969 | 50.864    |
| 1970 | 49.716    |
| 1974 | 51.148    |
| 1975 | 54.889    |
| 1980 | 54.000    |

| Jahr | Einwohner |
| ---- | --------- |
| 1985 | 52.400    |
| 1988 | 52.700    |
| 1992 | 54.696    |
| 2010 | 53.414    |
| 2012 | 51.877    |
| 2016 | 52.905    |
| 2017 | 52.530    |
| 2018 | 53.500    |
| 2022 | 53.348    |

## Politik

### Stadtrat
Der Ahlener Stadtrat wurde zuletzt am 13. September 2020 gewählt. Wahlbeteiligung: 47,29 %.
| Partei         | Stimmenanteil in % | Stimmenanteil in % | Stimmenanteil in % | Sitze | Sitze | Sitze |
| Partei         | 2020               | 2014               | 2009               | 2020  | 2014  | 2009  |
| -------------- | ------------------ | ------------------ | ------------------ | ----- | ----- | ----- |
| CDU            | 40,39              | 36,75              | 39,71              | 18    | 16    | 17    |
| SPD            | 28,67              | 34,64              | 31,46              | 13    | 15    | 14    |
| FWG1           | 05,25              | 07,21              | 10,18              | 02    | 03    | 04    |
| FDP            | 04,10              | 04,38              | 06,33              | 02    | 02    | 03    |
| GRÜNE          | 08,70              | 05,88              | 06,05              | 04    | 03    | 03    |
| LINKE          | 03,30              | 04,80              | 05,01              | 01    | 02    | 02    |
| BMA2           | 06,37              | 06,34              | 0−                 | 03    | 03    | 0−    |
| Rathausfreunde | 03,22              | 0−                 | 0−                 | 01    | 0−    | 0−    |

1 Freie WählerGemeinschaft Ahlen e. V.   2 Bürgerliche Mitte Ahlen

### Wappen
Blasonierung: „In Rot ein golden gekrönter, einwärts gekrümmter, siebenfach geflügelter silberner Aal. Über dem Wappenschild eine dreitürmige Mauerkrone mit Tor.“
Das älteste Siegel zeigt den frömmelnden Aal im Stadttor, darüber den heiligen Bartholomäus. Dieser Heilige ist der Stadtpatron von Ahlen. Das Siegel tritt seit dem 13. Jahrhundert auf: Urkunde v. 21. Mai 1255 – „Die Stadt Ahlen tritt zu der Stadt Köln in Landfriedens-Verhältnis“. Seit dem 17. Jahrhundert wird nur noch der Aal, sowohl im Stadtwappen als auch im Siegel, dargestellt. In der heutigen Form wurde das Wappen am 5. Dezember 1910 vom preußischen Staat verliehen.

### Partnerstädte
Städtepartnerschaften gibt es mit folgenden Städten:
- Bezirk Tempelhof-Schöneberg, Berlin, Deutschland
- Teltow, Brandenburg, Deutschland
- Penzberg, Bayern, Deutschland
- Differdingen, Luxemburg

Ahlen ist Mitglied der Neuen Hanse.

### Bürgermeister
Liste der Bürgermeister Ahlens seit 1809

#### 1809–1945
- 1809–1813 Bernard Heinrich Hahues
- 1813–1817 Bernard Anton von Hatzfeld
- 1817–1822 Heinrich Anton Nacke
- 1823–1856 Franz Wächter
- 1857–1863 Theodor von Cloedt
- 1863–1869 Wilhelm Diederich
- 1869–1870 Ludwig Fry
- 1870–1898 Johann Heinrich Hagemann
- 1898–1923 Eduard Corneli
- 1923–1934 Georg Rasche
- 1934–1937 Franz Hackethal
- 1938–1945 Otto Jansen
- 1945–1946 Wilhelm Kiwit

#### Ehrenamtlich 1946–1996
- 1946–1946 Friedrich Niemeyer
- 1946–1948 Hermann Waldmann gnt. Dreisilker
- 1948–1950 Hugo Stoffers (SPD)
- 1951–1957 Heinz Lenfert (SPD)
- 1957–1969 Heinrich Linnemann (SPD)
- 1969–1984 Herbert Faust (CDU)
- 1984–1996 Horst Jaunich (SPD)

#### Hauptamtlich seit 1996
- 1996–1999 Günter Harms (SPD)
- 1999–2015 Benedikt Ruhmöller (CDU)
- seit 2015 Alexander Berger (parteilos)

### Stadtdirektoren
- 1945–1945 Wilhelm Buschhoff (von der englischen Besatzung eingesetzter Bürgermeister in der Funktion eines Stadtdirektors)
- 1946–1951 Wilhelm Kiwit
- 1951–1963 Hugo Stoffers
- 1963–1975 Johannes Baldauf
- 1975–1985 Walter Priesnitz
- 1985–1995 Gerd Willamowski

## Wirtschaft und Verwaltung

### Unternehmen
Zu den bekanntesten Unternehmen in Ahlen gehören die Franz Kaldewei GmbH & Co. KG, einer der größten Badewannenproduzenten der Welt, sowie die LR Health & Beauty Systems, ein deutsches Konsumgüterunternehmen, das 2012 an die beiden Investorengruppen Quadriga Capital und Bregal Capital verkauft wurde. Zu den namhaften Unternehmen der Region gehören weiter die Winkelmann-Gruppe mit über 2.300 Mitarbeitern, das Unternehmen Leifeld & Nihon sowie der Maschinenbauer Carl Geringhoff GmbH & Co. KG.

### Bundeswehr
Im Südwesten Ahlens, an der Hammer Straße gelegen, befindet sich die Westfalen-Kaserne. Diese Liegenschaft der Bundeswehr war von 1959 bis 2004 Heimat der Panzergrenadierbrigade 19 und bis November 2006 des Panzergrenadierbataillons 192 mit seinen sechs Kompanien. Nach dessen Auflösung wurde das Sanitätsregiment 22 aus dem benachbarten Hamm an den Standort Ahlen verlegt. Im Oktober 2011 wurde bekannt, dass im Zuge der beschlossenen Bundeswehrreform das Sanitätsregiment 22 aufgelöst wird. Stattdessen werden künftig die Rekrutenkompanie 3 und das Aufklärungsbataillon 7 in der Westfalen-Kaserne stationiert sein. Dadurch steigt die Zahl der Dienstposten von 760 auf 860.
Weitere Liegenschaften der Bundeswehr im Gebiet der Stadt Ahlen sind der ehemalige Mobilmachungsstützpunkt Grasskamp (heute nur noch Gerätelager) und das Feldlager X-Ray (ehemalige StOMunNdlg Oestrich), das der Ausbildung von Soldaten für den Auslandseinsatz dient.

### Verkehr

#### Straßenverkehr
Autobahnanschlüsse bestehen an der A 2 jeweils rund 10 km östlich und südöstlich von Ahlen sowie an der A 1 etwa 20 km westlich von Ahlen. Die Bundesstraße 58 führt in Ost-West-Richtung durch das Stadtgebiet.

#### Fahrradverkehr
Ahlen ist an die touristische Fahrradroute 100-Schlösser-Route angeschlossen. Seit 2007 führt der WerseRadWeg von Münster nach Rheda-Wiedenbrück durch Ahlen.

#### Flugverkehr
Im Norden der Stadt betreibt die dort ansässige Agrarflug Helilift GmbH & Co. KG den Hubschrauberlandeplatz Ahlen Nord. Die Flughäfen Dortmund und Münster/Osnabrück befinden sich in 45 bzw. 65 km Entfernung.

#### Eisenbahnverkehr

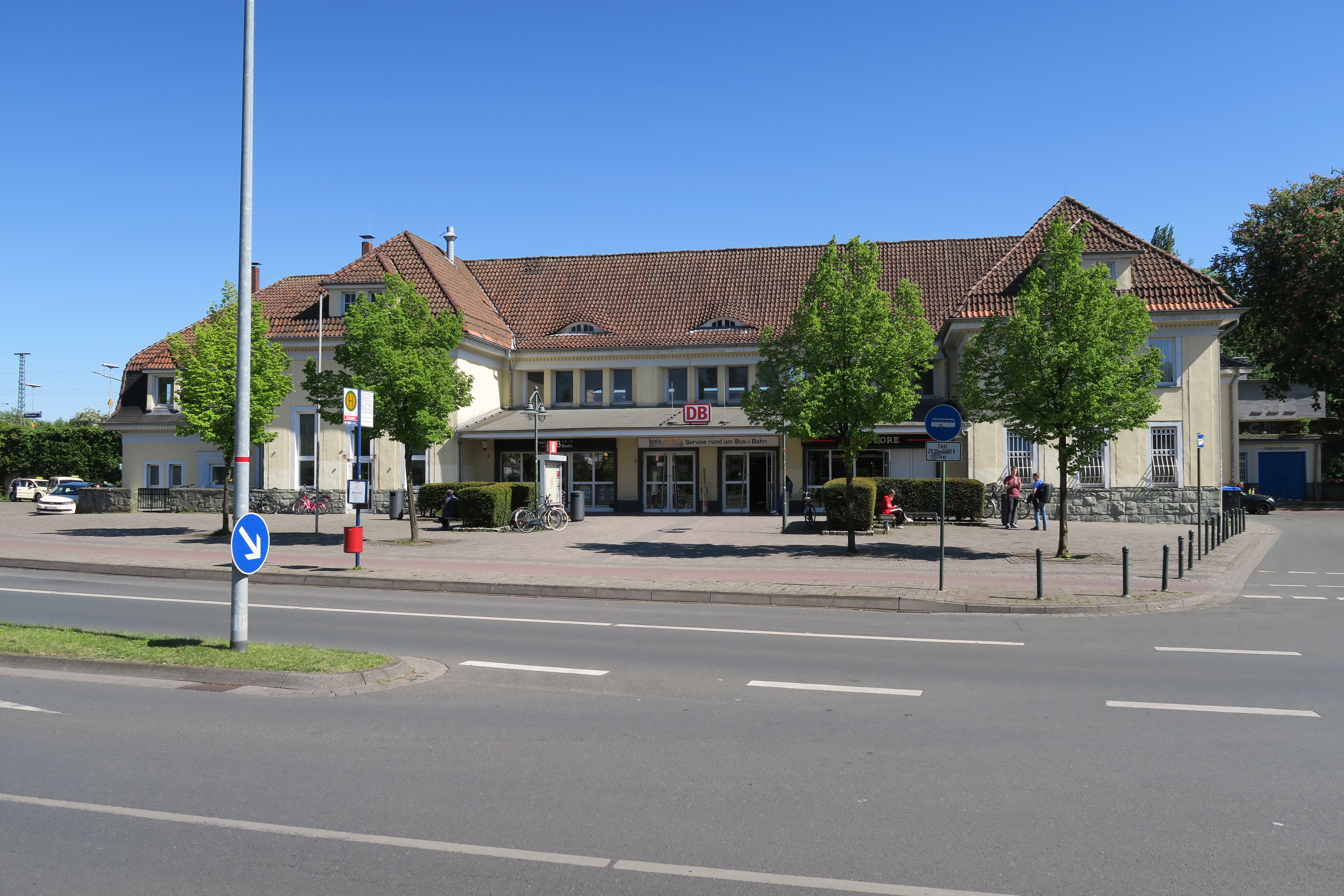
Empfangsgebäude des Bahnhofs (Foto: 2018)

Der Bahnhof Ahlen (Westf) liegt an der Bahnstrecke Hamm–Minden, einem Teilabschnitt der Köln-Mindener Eisenbahn-Stammstrecke. Hier halten jeweils im Stundentakt der RE 6 „Rhein-Weser-Express“ Köln–Dortmund–Hamm–Bielefeld–Minden (Betreiber: National Express) und die RB 69 „Ems-Börde-Bahn“ Münster–Hamm–Bielefeld (Betreiber: eurobahn), sodass insgesamt ein Halbstundenrhythmus in Richtung Hamm und Bielefeld besteht.
Bis Ende Mai 1988 gab es einen Haltepunkt im Stadtteil Vorhelm.

#### Busverkehr
Innerhalb des Stadtgebietes verkehren an Werktagen sechs Stadtbuslinien. Regiobusse und eine nur an Wochenenden und vor Feiertagen verkehrende Nachtbuslinie verbinden Ahlen mit Münster.
Die innerstädtischen Linien verkehren nur bis ca. 18.30 Uhr; die Bauerschaften werden nur bis 13:15 Uhr angefahren.

### Bildung
(Quelle: Website der Stadt Ahlen)

#### Grundschulen
- Albert-Schweitzer-Schule
- Augustin-Wibbelt-Schule im OT Vorhelm
- Barbaraschule
- Diesterwegschule
- Don-Bosco-Schule
- Lambertischule im OT Dolberg
- Mammutschule (ehemalige Freiligrath- und Ludgeri-Schule)
- Marienschule
- Martinschule
- Paul-Gerhardt-Schule

#### Hauptschulen
- Overbergschule

#### Gymnasien
- Gymnasium St. Michael
- Städtisches Gymnasium Ahlen

#### Gesamtschule
- Fritz-Winter-Gesamtschule mit gymnasialer Oberstufe
- Therese-Münsterteicher-Gesamtschule mit gymnasialer Oberstufe

#### Förderschule
- Regenbogenschule; seit 2015 in Kooperation mit der Astrid-Lindgren-Schule in Lüdinghausen. Der Förderschwerpunkt liegt auf der emotionalen und sozialen Entwicklung.
- Johanna-Rose-Schule; Förderschule mit dem Schwerpunkt Lernen. Die Schule wurde 2016 aufgelöst, da die Schülerzahlen nicht den geänderten Bestimmungen entsprachen.

#### Berufsbildende Schulen
- Berufskolleg St. Michael Ahlen
- Fachschulen für Heilerziehungspflege der St.-Vincenz-Gesellschaft
- Fachseminar für Altenpflege Gemeinnütziges Bildungszentrum GmbH
- Krankenpflegeschule im St.-Franziskus-Hospital Berufskolleg Ahlen
- Europaschule Berufskolleg Ahlen
- Europäische Akademie der Juweliere, Gold- und Silberschmiede, FBZ Ahlen

### Gesundheitswesen

#### Krankenhäuser
- St.-Franziskus-Hospital (Grundversorgung)
- Kinderklinik St. Franziskus (Grundversorgung, perinataler Schwerpunkt)
- St. Rochus-Hospital (Tagesklinik und Seniorentagesklinik für Psychiatrie Ahlen)

## Kultur und Sehenswürdigkeiten

### Bauwerke

#### Katholische Pfarrkirche St. Bartholomäus
Die katholische Pfarrkirche St. Bartholomäus wurde im 9. Jahrhundert gegründet und gehört damit zu den ältesten Taufkirchen des Münsterlandes. Der bestehende, wohl um 1480 entstandene Bau ist eine spätgotische Hallenkirche zu vier Jochen mit polygonalem Chor. Vom romanischen Vorgängerbau wurden u. a. Reste des Querhauses in der Südwand verwendet. Der Westturm mit der barockisierenden Haube wurde nach Einsturz 1815–1819 neu errichtet. Unter den Ausstattungsstücken ragt das 1512 bezeichnete Sakramentshäuschen von Berndt Bunickmann hervor. Ein mit Wappen geschmücktes Epitaph entstand 1724.

#### Katholische Pfarrkirche St. Marien
Die katholische Pfarrkirche St. Marien wurde um 1285 gegründet. In den Jahren 1902–1904 wurde an der Stelle eines älteren Baues die jetzige neugotische Halle durch Dombaumeister Ludwig Becker aus Mainz erbaut. An der Südseite fand ein frühgotisches Portal wieder Verwendung. Ebenfalls vom Vorgängerbau übernommen wurde der in das frühe 16. Jahrhundert zu datierende Taufstein mit reichem Maßwerkaufbau. Aus dieser Zeit dürfte auch die Doppelmadonna im Strahlenkranz stammen.

#### Wohnbauten
Bei den Stadtbränden von 1668 und 1744 wurde ein Großteil der älteren Bausubstanz im Stadtkern vernichtet. Aus der Zeit des Wiederaufbaus stammt Markt 13, ein schlichter Fachwerkbau mit Mansarddach. Er dürfte in der zweiten Hälfte des 18. Jahrhunderts erbaut worden sein. Ein weiteres historisches Gebäude ist das denkmalgeschützte Haus Pustekrey.

#### Burgmannshöfe
Zu den ehemals sieben Burgmannshöfen gehört der auch als Haus Geisthövel bekannte Bischopinkhof (Freiheit 2), der nunmehr als Gaststätte dient. Es handelt sich um einen zweigeschossigen, an der Frontseite verputzten Fachwerkbau mit Walmdach, der wohl in der zweiten Hälfte des 17. Jahrhunderts errichtet wurde. Der Hof befand sich ursprünglich im Besitz der ritterlichen Familie von und zu Ahlen und gelangte durch Heirat an die Familie von Bischopinck zur Geist und zu Pustekrey, Erbmänner zu Münster und Burgmänner zu Ahlen. Auf dem Gelände von Oers Hof (Wilhelmstraße 12) befindet sich ein schlichtes Fachwerk-Dielenhaus mit unterkellertem Saal, dessen Kernbau bereits im 16. Jahrhundert entstanden sein soll. Die ehemals an der Traufseite vorhandenen Kopfbänder wurden vermutlich bei dem einschneidenden Umbau im 19. Jahrhundert entfernt. Das wohl älteste Profangebäude der Innenstadt wird heute als Heimatmuseum genutzt.
siehe auch: Liste der Baudenkmäler in Ahlen

### Museen

#### Heimatmuseum
Das Heimatmuseum bietet die Möglichkeit, die Geschichte Ahlens und seiner Umgebung kennenzulernen. Themenschwerpunkte sind der Ackerbau und das Leben auf den Höfen, der Bergbau, der das Bild der Stadt jahrzehntelang prägte, sowie die Stadtgeschichte und die Archäologie.

#### Kunstmuseum

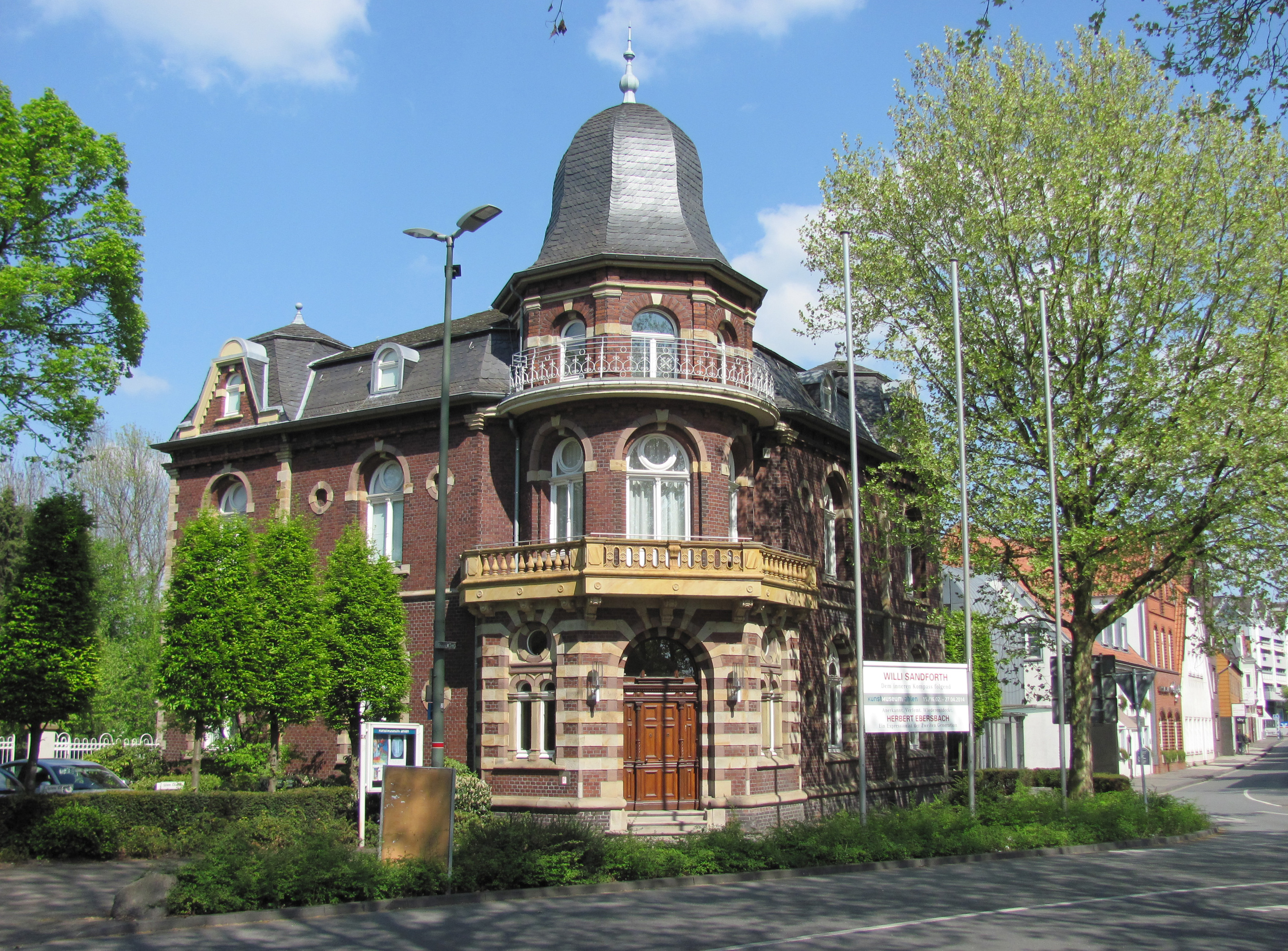
Kunstmuseum Ahlen (Foto: 2014)

Das Kunstmuseum Ahlen, das im Oktober 1993 eröffnet wurde, stellt in regelmäßig wechselnden Ausstellungen die Kunst des 20. Jahrhunderts vor. Die Bandbreite der Ausstellungen reicht dabei von der Klassischen Moderne bis zur modernen zeitgenössischen Kunst. Die Stadt verdankt die Einrichtung des Museums einer Stiftung des im September 2005 verstorbenen Ahlener Unternehmers Theodor F. Leifeld.

#### Museum im Goldschmiedehaus
Das 1984 eröffnete Museum im Goldschmiedehaus zeigt historische Instrumente zur Zeitmessung wie Elementaruhren, Sonnen-, Feuer-, Wasseruhren und mechanische Uhren ab 1585. Einen zweiten Schwerpunkt bilden religiöse Gegenstände aus dem Christentum und anderen Weltreligionen. Zu den Ausstellungsstücken gehören:
- Christliche Kunst aus über einem Jahrtausend
- Sakrale Goldschmiedekunst und Gegenstände der Volksfrömmigkeit
- Jüdische Kultgeräte aus dem häuslichen Leben und der Synagoge
- Schätze des Buddhismus, Ritualgegenstände und Skulpturen
- Exponate aus der Götterwelt des Hinduismus
- Gegenstände aus dem religiösen Leben der Muslime (im Aufbau)

Das Museum im Goldschmiedehaus Ahlen zählt zu den wenigen interreligiösen Museen in Europa.

#### Fritz-Winter-Haus

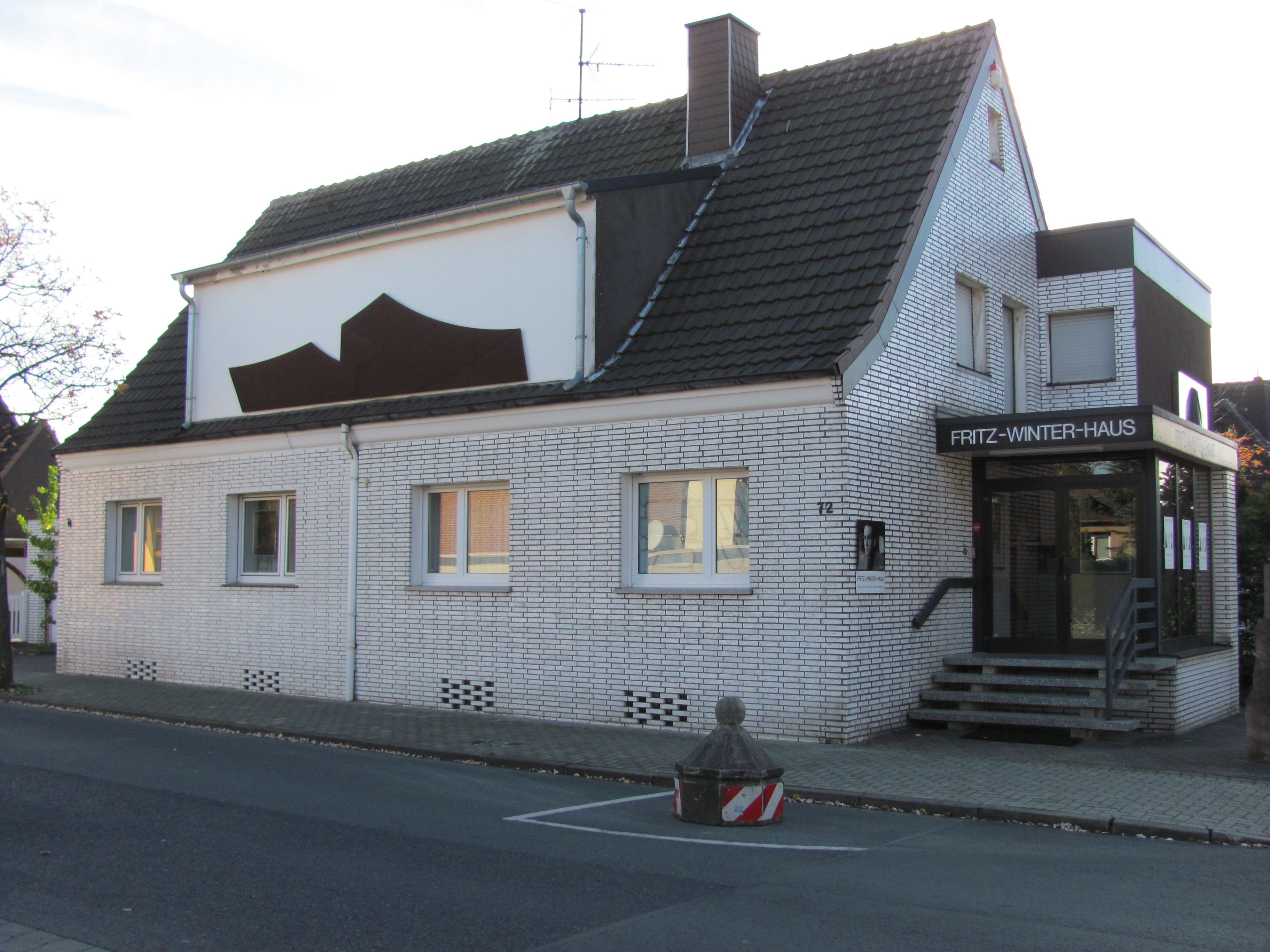
Fritz-Winter-Haus (Foto: 2012)

Das Fritz-Winter-Haus würdigt den Bauhausschüler und einen der bedeutendsten Maler der Nachkriegszeit. Fritz Winter selbst gründete 1975 zusammen mit seiner Nichte das Fritz-Winter-Haus in den Räumen seines Elternhauses in Ahlen. Das Konzept der Ausstellungen folgt dem Erbe Winters in der Präsentation überwiegend ungegenständlicher Kunst.

### Vereine

#### KunstVerein Ahlen
Der „KunstVerein Ahlen (KVA)“ besteht seit 1988 und versteht sich als Forum für zeitgenössische, junge Kunst. Zu den Aktivitäten gehören drei bis fünf Ausstellungen im Jahr. Mit verschiedenen Installationsprojekten wie der Kunst-Spur hat der KVA zur künstlerischen Auseinandersetzung mit dem öffentlichen Raum beigetragen. Begleitend bietet der KunstVerein Ausstellungs- und Atelierbesuche sowie Künstlergespräche an. Darüber hinaus konnten durch die Vermittlungsarbeit des KunstVereins weitere Projekte von Künstlern ermöglicht werden.
Die Jahresgaben in Form von Grafiken, Plastiken und Zeichnungen in jeweils limitierter Auflage bieten die Möglichkeit, Kunstwerke zu einem günstigen Preis zum Aufbau oder zur Ergänzung einer eigenen Sammlung zu erwerben.

#### Initiative Bürgerzentrum Schuhfabrik e.V.
Der Verein „Initiative Bürgerzentrum Schuhfabrik e. V.“ betreibt Ahlens soziokulturelles Kommunikationszentrum seit 1989. Der Anspruch ist es, ein Haus „für alle“ zu schaffen, ohne Altersbegrenzungen und ohne nationale oder religiöse Begrenzungen. Das Bürgerzentrum Schuhfabrik ist Anlaufstelle in Fragen der Integration von Migranten, der Flüchtlingshilfe, der Jugendarbeit, der sozialen Vernetzung und Bildungsarbeit und der Kulturförderung. Initiativen, Vereine und Gruppen können in der Schuhfabrik Räumlichkeiten für Treffen oder Veranstaltungen nutzen. Die Gastronomie der Schuhfabrik ist gleichzeitig Kommunikationsraum für viele Ahlener.
Im Durchschnitt finden in der Schuhfabrik mehr als 100 Veranstaltungen jährlich statt, von Amateurtheateraufführungen über Satirelesungen bis hin zu Konzerten und Tanzveranstaltungen. Im Vordergrund steht dabei, ein abwechslungsreiches professionelles Programm anzubieten und gleichzeitig den Nachwuchs zu fördern.

### Kino

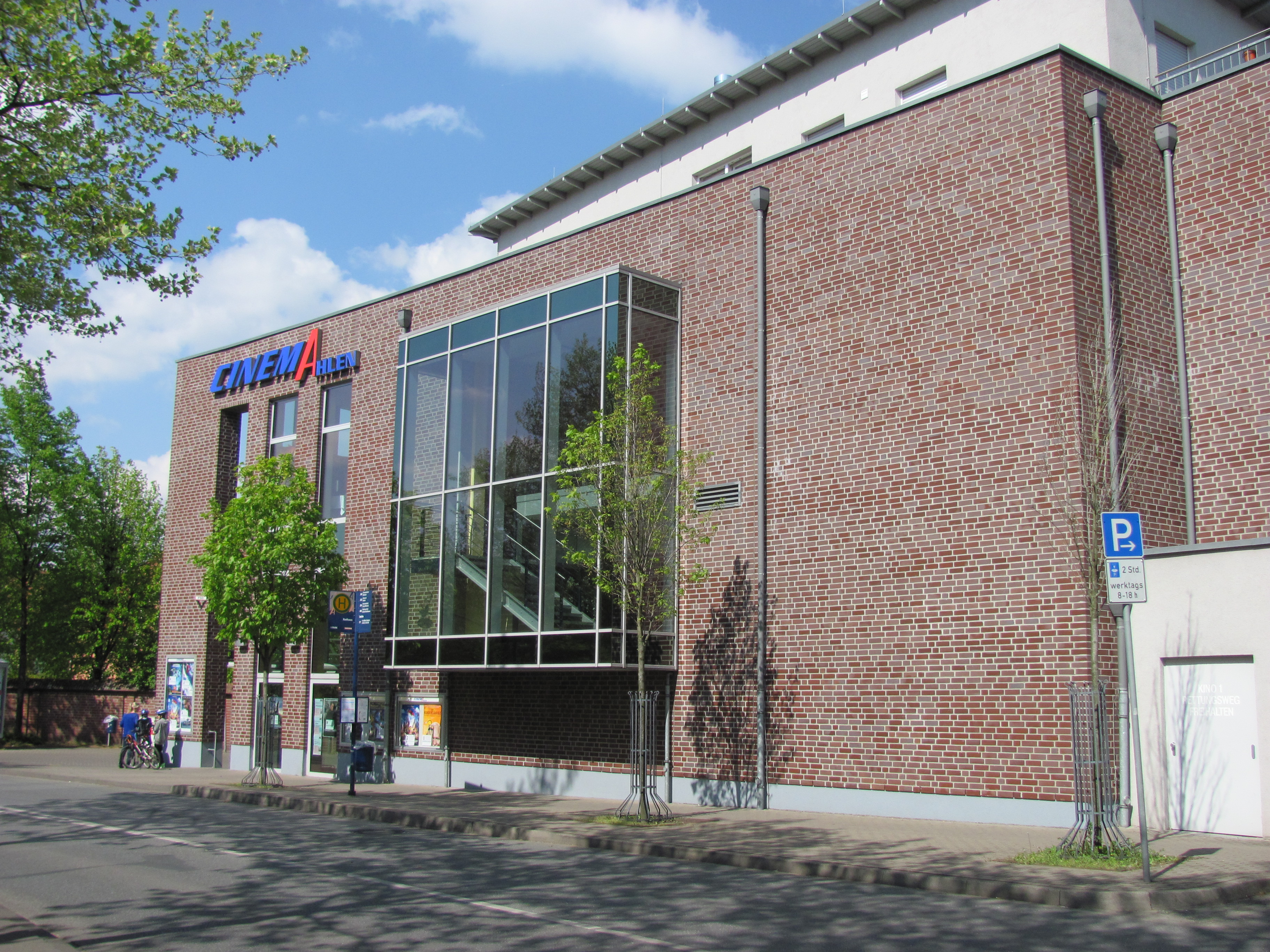
Das Kino in Ahlen (Foto: 2014)

Nachdem im Mai 2000 das alte Ahlener Kino geschlossen worden war, eröffnete am 1. Dezember 2005 das neue „CinemAhlen“. Die Bühne im größten der vier Säle eignet sich auch für Kleinkunst- und Theateraufführungen.

### Stadtbücherei
Die Stadtbücherei Ahlen wurde 1938 gegründet und befindet sich seit August 1989 in dem Gebäude der ehemaligen Overbergschule in der Südenmauer 21. Das dreistöckige Gebäude hat ein Auditorium, das Platz für bis zu 200 Personen bietet. Die Stadtbücherei ist eine öffentliche Einrichtung für Kultur und Bildung und bietet ca. 35.000 Medien an. Dazu gehören Bücher, Comics & Manga, Zeitschriften, Nintendo 3DS & Switch und PlayStation 4 & PlayStation 5 Spiele, Blu-Rays & DVDs, CDs & Hörbücher, Brettspiele und Tonies. Ebenfalls bestehen eine Artothek und eine Saatgutbibliothek. Angemeldete Nutzer können aus dem digitalen Bestand von ca. 18.600 elektronischen Medien der Onleihe (Bibload) wählen, die Fernleihe nutzen, um Titel aus dem Bestand anderer Bibliotheken zu bekommen, und auf den Katalog der Kreisarchivbibliothek und das Munzinger-Archiv zugreifen.
Zum Angebot gehören Veranstaltungen wie die Vorlesestunde, Medienkisten für Kindergärten und Grundschulen, Führungen und der Bibliotheksführschein, ein ständiger Bücherflohmarkt, Autorenlesungen und Aktionen zur Leseförderung wie Vorlesewettbewerbe und der Sommerleseclub. Öffentliche Toiletten, zwei PC-Arbeitsplätze, ein Arbeitsraum zum Lernen, ein Kopierer und kostenfreies WLAN im Gebäude sind vorhanden.

### Archiv
Die Archivalien der Stadt Ahlen befinden sich zum Großteil im Kreisarchiv Warendorf. Die Bestände aus der Zeit bis zur Mitte des 18. Jahrhunderts liegen im Landesarchiv Nordrhein-Westfalen Abteilung Westfalen.

## Sport
Die Stadt Ahlen hat zwei bedeutende Sportstätten: das Wersestadion, ein kurz nach dem Zweiten Weltkrieg errichtetes und 1997 modernisiertes und erweitertes Fußballstadion, und seit 1983 den Sportpark Nord, der Austragungsort zahlreicher nationaler, überregionaler und lokaler Meisterschaften und Wettkämpfe in verschiedenen Sportarten, insbesondere der Leichtathletik, ist.
Badminton
- TG-Ahlen 1897 e. V. Badminton

Basketball
- DJK Vorwärts Ahlen Baskets
- ASK Ahlen Baskets

Bogenschießen
- Bogensportfreunde Ahlen e. V.

Boxen
- BSK 27 Ahlen

Handball
- Ahlener Sport Gemeinschaft, Handballmannschaft in der 3. Liga. In der Bundesliga-Saison 2010/11 bildete die ASG mit dem ASV Hamm eine Sportgemeinschaft, die HSG Ahlen-Hamm.
- SV Eintracht Dolberg

Dart
- DSC Ahlen, Dartmannschaft in der 2. Liga des NWDV.

Fußball
- Rot Weiss Ahlen, Fußballmannschaft in der Oberliga Westfalen, spielte acht Jahre in der 2. Bundesliga
- DJK Vorwärts 19 Ahlen e. V.
- Ahlener SG
- FSG Ahlen
- ASG Aramäer Ahlen 1983
- Ahlener Sport Klub e. V. (ASK Ahlen)
- SV Eintracht Dolberg
- TuS Westfalia Vorhelm

Kanusport
- Kanu-Verein Ahlen e. V.

Leichtathletik
- LG Ahlen

Pétanque
- Pétanque-Club La Différence Ahlen e. V.

Radsport
- Radsportfreunde 67 e. V. Ahlen

Reitsport
- Reit- und Fahrverein Ahlen e. V.

Schach
- Schachverein Ahlen 1954 e. V.

Schwimmen
- Ahlener Sportgemeinschaft, Wassersportabteilung: erfolgreich im Bezirk Ostwestfalen-Lippe; Teilnahme bis zu NRW-Meisterschaften und deutschen Meisterschaften.

Wintersport
- Skiclub Ahlen 1960 e. V.

Tennis
- TC BW 23 Ahlen
- Ahlener TC 75
- TC Dolberg
- TuS Westfalia Vorhelm
- SV Eintracht Dolberg

Tischtennis
- DJK Vorwärts Ahlen
- Ahlener SG
- SV Eintracht Dolberg
- Tus Westfalia Vorhelm

Turnen
- TV Einigkeit Ahlen 1919 e. V.

Volleyball
- Ahlener SG
- DJK Vorwärts Ahlen

## Persönlichkeiten

### Söhne und Töchter der Stadt
Personen der Zeitgeschichte, die in Ahlen (einschließlich der heute zu Ahlen gehörenden Stadtteile) geboren sind:
- im 14. Jahrhundert: Johann von Ahlen, Weihbischof in Köln
- vor 1545: Heinrich von Staden, Abenteurer, Vertrauter von Zar Iwan IV. („der Schreckliche“)
- 1591: Bernhard von Mallinckrodt, Domdechant in Münster
- 1615: Peter Kleikamp in einem Hexenprozess als Werwolf angeklagt, gefoltert und lebendig auf dem Scheiterhaufen verbrannt
- 1634/35: Anselm Langen, Abt des Benediktinerklosters Liesborn
- 1773: Clemens August Droste zu Vischering, Erzbischof von Köln (geb. in Vorhelm)
- 1783: Caspar von Geismar, Ehrenbürger von Weimar und Ahlen, rettete die Stadt Weimar vor Zerstörung und Plünderung durch die abziehenden Truppen Napoleons
- 1791: Katharina Sibylla Schücking, Dichterin
- 1806: Heinrich Overhage, römisch-katholischer Geistlicher und Schriftsteller
- 1823: Franz Wilhelm Brock, Unternehmer, Mitbegründer der Emailleindustrie und Beigeordneter / Stellvertreter des Bürgermeisters von Ahlen (1858–1870, 1878–1883)
- 1834: Carl Hubert Vering, Bauunternehmer, Gründer der Firmen C. Vering und Vering & Waechter
- 1846: Hermann Vering, Bauunternehmer und Pionier des Verkehrswegebaus im 19. Jahrhundert
- 1848: Richard von Geißler, Admiral der kaiserlichen Marine
- 1853: Friedrich Heitmann, Architekt
- 1859: Eberhard Limbrock, Apostolischer Präfekt von Kaiser-Wilhelms-Land in Deutsch-Neuguinea
- 1862: Augustin Wibbelt, Schriftsteller (geb. in Vorhelm)
- 1872: Heinrich Sommer, katholischer Geistlicher und Pionier der Behindertenarbeit
- 1874: Leonarda Elisabeth Lentrup, Steyler Missionsschwester, Gründerin und erste Oberin der Steyler Missionsschwestern in den U.S.A.
- 1878: Theodor Grentrup, Steyler Ordenspriester, Missionswissenschaftler
- 1887: Elisabeth Tombrock, Gründerin des Ordens „Missionsschwestern von der unbefleckten Empfängnis“
- 1892: Bernhard A. Böhmer, Bildhauer, Maler, Kunsthändler, Barlach-Freund und -Vertrauter, Retter und Verwerter zahlreicher Kunstwerke der von den NS-Behörden zur Vernichtung vorgesehenen „entarteten Kunst“
- 1899: Friedrich Maria Rintelen, Bischof, Erzbischöflicher Kommissar (1953–1970) in Magdeburg
- 1902: Alfred Kitzig, Maler und Grafiker
- 1904: Paul Rintelen, Agrarökonom (Bruder von Friedrich Maria Rintelen)
- 1922: Franz Bender, Mediziner und Hochschullehrer
- 1922: Willi Sandforth, Maler und Grafiker
- 1925: Imo Moszkowicz, Regisseur, Schriftsteller und Schauspieler
- 1926: Rainer Küchenmeister, Maler und Hochschullehrer (Sohn von Walter Küchenmeister)
- 1926: Manfred Schroeder, Physiker
- 1927: Herbert Faust, Politiker, Bürgermeister von Ahlen, Mitglied des Landtages
- 1938: Alois Mayr, Geograph und Hochschullehrer
- 1945: Ansgar Weymann, Soziologe
- 1946: Martin Schlegel, Spieleautor
- 1947: Rainer Strobelt, Lyriker
- 1948: Hans Kuhn, Radrennfahrer, Schulleiter und Moderator
- 1949: Franz Stänner, Journalist und Pressesprecher
- 1949: Ulrich Willers, römisch-katholischer Theologe
- 1951: Ulla Lachauer, Journalistin und Dokumentarfilmerin
- 1952: Andreas Meyer-Lauber, GEW-Landesvorsitzender NRW
- 1952: Wendelin Wiedeking, ehemaliger Vorstandsvorsitzender (1993–2009) der Porsche AG
- 1954: Michael Kerkloh, Geschäftsführer des Münchener Flughafens
- 1955: Wolfgang Vöge, Fußballspieler
- 1958: Urban Wiesing, Medizinethiker und Hochschullehrer
- 1958: Dietmar Harhoff, Volkswirt und Innovationsforscher
- 1959: Klaus-Peter Naumann, Wirtschaftswissenschaftler
- 1961: Rainer Hagencord, Theologe und Zoologe
- 1963: Johannes Pantel, Arzt, Geriater, Gerontologe und Hochschullehrer
- 1963: Silke Rehberg, bildende Künstlerin
- 1963: Lambert Wiesing, Philosoph und Hochschullehrer
- 1968: Bernd Hagenkord, Jesuit und Leiter der deutschsprachigen Redaktion von Radio Vatikan
- 1970: Alexander Berger, Bürgermeister von Ahlen
- 1971: Dirk Jörke, Politikwissenschaftler und Hochschullehrer
- 1973: Nova Meierhenrich, Moderatorin und Schauspielerin
- 1976: Ali Baş, Politiker, Landtagsabgeordneter
- 1976: Curro Torres, spanischer Fußballspieler
- 1978: Lamya Kaddor, Islamwissenschaftlerin und Religionspädagogin
- 1979: Tobias Schäper, Fußballspieler
- 1981: Björn Meyer, Politiker
- 1982: Erkan Teper, Profiboxer
- 1982: Björn Wiegers, Handballspieler
- 1983: Alexander Klaws, Popsänger und Musicaldarsteller
- 1983: Sven Kroll, Fernsehmoderator
- 1985: Christian Süß, Tischtennisspieler
- 1987: Jan Peveling, Handballspieler
- 1992: Marc Doffey, Jazzmusiker
- 1993: Noah Baxpöhler, Volleyballspieler
- 1995: Aygün Yıldırım, Fußballspieler
- 1996: Alicia Langer, Handballspielerin
- 2004: Samuel Bamba, Fußballspieler
- 2004: Baran Moğultay, Fußballspieler

### Andere Persönlichkeiten, die in Ahlen aufwuchsen, leben oder wirkten
- Carl Geringhoff gründete 1880 das unter der heutigen Bezeichnung firmierende Unternehmen Carl Geringhoff GmbH & Co. KG.
- Franz Dahlke, (* 1893 in Niekosken; † 1946 in Ahlen), Musikpädagoge, Komponist, Gründer des Franz-Dahlke-Chors
- Johnny de Graaf (* 11. März 1894 in Nordenham; † 2. Dezember 1980 in Brockville, Ontario, Kanada), Todesurteil wegen Matrosenmeuterei gegen Ende des Ersten Weltkriegs, erster Aktivist und Gründer der KPD in Ahlen, im Zweiten Weltkrieg Offizier der Britischen Armee[25]
- Walter Küchenmeister (* 1897 in Waldheim in Sachsen, hingerichtet 1943 in Berlin-Plötzensee), Widerstandskämpfer gegen den Nationalsozialismus
- Therese Münsterteicher (1897–1967) unterstützte während der Zeit des Nationalsozialismus die Familie von Imo Moszkowicz und versteckte zwei weitere jüdische Mitbürger.[26]
- Max Reimann (* 1898 in Elbing; † 1977 in Düsseldorf), Politiker, Widerstandskämpfer, KPD-Vorsitzender, 1948/49 Mitglied des Parlamentarischen Rates
- Paul Rosenbaum, Oberfeldarzt während des Zweiten Weltkriegs, übergab Ahlen kampflos den Amerikanern
- Fritz Winter (* 1905 in Altenbögge; † 1976 in Herrsching), Maler, arbeitete zu Beginn seiner Laufbahn auf der Zeche Westfalen
- Kurt Gruber, (* 13. Mai 1912 in Hövel, heute Hamm (Westf.), Stadtbezirk Bockum-Hövel; † 20. März 1945 bei Schwege, Landkreis Osnabrück), Widerstandskämpfer gegen den Nationalsozialismus
- Marga Spiegel (* 1912; † 2014 in Münster), Holocaust-Überlebende, beschrieb ihr Überleben in der Nazi-Zeit in ihrem Buch Retter in der Nacht, welches 2009 verfilmt wurde
- Werner Fischer (* 1930 in Freiburg), Künstler, Kunstsammler, Goldschmied, Gemmologe
- Dieter Massin (* 1940 in Teschen), Sportfunktionär, Autor, Pädagoge
- Gerd Willamowski (* 1944 in Grundensee, Ostpreußen), ehem. Stadtdirektor von Ahlen, ehem. Verbandsdirektor des Kommunalverbandes Ruhrgebiet
- Norbert Tschirpke (* 1957 in Hamm), Künstler und Kulturmanager, lebte bis zum 16. Lebensjahr in Ahlen
- Andreas Dombret (* 1960 in Des Moines, USA), Vorstandsmitglied der Deutschen Bundesbank
- Rolf Aldag (* 1968 in Beckum), Radsportler
- Adrian Topol (* 1981 in Zabrze, Polen), Unternehmer und Schauspieler

### Ehrenbürger
- 1830: Baron Friedrich Caspar von Geismar (1783–1848), Adjutant des Zaren Nikolaus I.
- 1888: Joseph Jenne (1814–1895), Pfarrer
- 1905: Heinrich Dahlhoff (1825–1911), Pfarrdechant
- 1927: Eduard Corneli (1858–1934), hauptamtlicher Bürgermeister 1898–1923
- 1953: Franz Hackethal (1891–1966), hauptamtlicher Bürgermeister 1934–1937, Regierungspräsident
- 2003: Herbert Faust (1927–2023), ehrenamtlicher Bürgermeister, 1969–1984
- 2003: Horst Jaunich (* 1930), ehrenamtlicher Bürgermeister, 1984–1996
- 2006: Imo Moszkowicz (1925–2011), Regisseur, Schriftsteller

(Quelle: Ehrenbürger der Stadt Ahlen)